# Arabie saoudite
Ne doit pas être confondu avec Arabie (homonymie).
Royaume d'Arabie saoudite
(ar) الْمَمْلَكَةُ ٱلْعَرَبِيَّةُ ٱلسَّعُودِيَّة / al-mamlaka al-ʿarabiyya as-saʿūdiyya
L'Arabie saoudite (en arabe : الْعَرَبِيَّةُ ٱلسَّعُودِيَّة, al-ʿarabiyya as-saʿūdiyya), en forme longue le royaume d'Arabie saoudite (en arabe : الْمَمْلَكَةُ ٱلْعَرَبِيَّةُ ٱلسَّعُودِيَّة, al-mamlaka al-ʿarabiyya as-saʿūdiyya), est une monarchie absolue dynastique islamique dirigée par la dynastie des Saoud, depuis sa création en 1932 par Abdelaziz ibn Saoud. Peuplée de 35,95 millions d'habitants, occupant 80 % de la péninsule arabique, c'est le plus grand pays du Moyen-Orient et sa superficie de plus de deux millions de kilomètres carrés en fait aussi le deuxième des pays du monde arabe (après l'Algérie).
La capitale et la plus grande ville de l'Arabie saoudite est Riyad, située dans la province du même nom, son unité monétaire est le riyal saoudien, sa langue officielle est l'arabe et sa religion d'État est l'islam sunnite.
Le royaume abrite les deux plus grands lieux saints de l'islam : la mosquée al-Harâm (à La Mecque) et la mosquée du Prophète (à Médine).
L'Arabie saoudite est la première économie du monde arabe. Sa compagnie nationale d'hydrocarbures, Saudi Aramco, dont le siège social est situé à Dhahran, est la première productrice mondiale de pétrole.

## Géographie

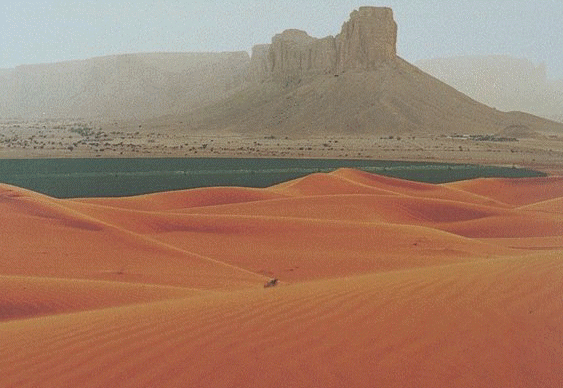
Vue du Tuwaiq.

L'Arabie saoudite est limitrophe de l’Irak au nord, du Koweït au nord-nord-est, du Bahreïn à l'est-nord-est, du Qatar et des Émirats arabes unis à l'est, d’Oman à l'est-sud-est, du Yémen au sud-sud-est et de la Jordanie au nord-ouest ; elle est bordée par la mer Rouge à l'ouest-sud-ouest et le golfe Persique à l'est-nord-est.
En 2000, l'Arabie saoudite et le Yémen ont signé un accord afin de concrétiser leur frontière commune, source de discorde jusque-là. À l'est-sud-est, une grande partie des frontières avec les Émirats arabes unis et Oman n'est pas clairement établie, d'où la difficulté de calculer correctement la superficie du Royaume saoudien. Le gouvernement annonce 2 217 949 km2 tandis que d'autres estimations varient de 1 960 582 jusqu'à 2 240 000 km2. Cependant le pays est considéré comme le treizième plus grand par sa superficie.
Depuis la région côtière occidentale Tihama, les terres s'élèvent depuis les montagnes du Hedjaz au-dessus desquelles s'étend le plateau de Nejd, dans la partie la plus centrale. La région du sud, Asir, possède des montagnes s'élevant jusqu'à 3 000 mètres et est réputée pour avoir le climat le plus frais et le plus humide du pays. L'Est est, quant à lui, plutôt rocailleux avec des étendues de sable en continuité jusqu'au golfe Persique. L'hostile Rub' al Khali (le « Quart Vide ») est un désert s'étendant dans le sud du pays.
Relativement peu peuplées, la plupart des terres varient entre désert et zone semi-aride, occupées par une traditionnelle population bédouine. La végétation s'y limite à de maigres plantes et autres herbes. Moins de 2 % des terres sont cultivables, soit tout de même 20 000 kilomètres carrés, surtout dans l'Asir, et la région haute de Najran. Le centre de population est principalement situé le long des côtes est et ouest, malgré quelques oasis densément peuplées à l'intérieur du pays, telles Al-Hufuf et Buraydah. Le reste du pays compte très peu d'habitants bien que l'industrie pétrolière y ait bâti quelques communautés artificielles. L'Arabie saoudite n'a aucun lac de surface ou rivière permanente,, bien que sa grande ligne côtière s'étende sur 2 640 km de la mer Rouge au golfe Persique, offrant de nombreux récifs de coraux et une large biodiversité côtière et aquatique.

### Toponymie
Alors que le terme « Arabie » désigne la péninsule arabique dans son ensemble, l'adjectif « saoudite » évoque les Al Saoud, et en particulier Abdelaziz ibn Saoud dit « Ibn Saoud », qui reconquit ce pays au profit de sa famille en 1932 et en fit le « Royaume arabe saoudien » (en arabe al-Mamlakat al-°Arabīyat as-Sa°ūdīyat ; المملكة العربية السعودية), en français le « royaume d'Arabie saoudite », ou en plus court السعودية (es-saoudia), que l'on pourrait traduire par la « Saoudite » ou la « Saoudie ». « Saoud » se réfère ici à Saoud ben Mohammed Al Mouqrin, le père de Mohammed Ibn Saoud, patriarche de la famille et fondateur en 1744 du premier État saoudien.
En français, les graphies « séoudite » (à la place de « saoudite ») et « Séoud » (au lieu de « Saoud »), autrefois courantes, se sont raréfiées sous l'influence de règles de transcription anglophones. Par ailleurs, la transcription « saoudite » est conforme à la norme ISO 233 et à la norme DIN 31635 qui transcrivent par un /a/ la voyelle fatha / َ / que l'on trouve dans le mot sa'ûd (سَعود). En revanche, on continue à trouver le nom du fondateur de la dynastie orthographié Ibn Séoud, à côté de Ibn Saoud.
L'adjectif qualificatif « saoudite » ou « séoudite » s'écrit sans majuscule selon :
- la Commission de toponymie de l’IGN (pays, territoires et villes du monde juillet 2021)[18] ;
- le Code de rédaction interinstitutionnel, annexe A5, liste des États (au 9 mars 2005), publié par l’Office des publications officielles des Communautés européennes[19] ;
- la liste alphabétique des pays membres de l'Organisation internationale du travail (OIT)[20] et Alphabetical list of other countries, territories and areas[21].

Cependant, on le trouve écrit « Arabie Saoudite » dans le Lexique des règles typographiques en usage à l'Imprimerie nationale (3e édition, 1990).

### Climat

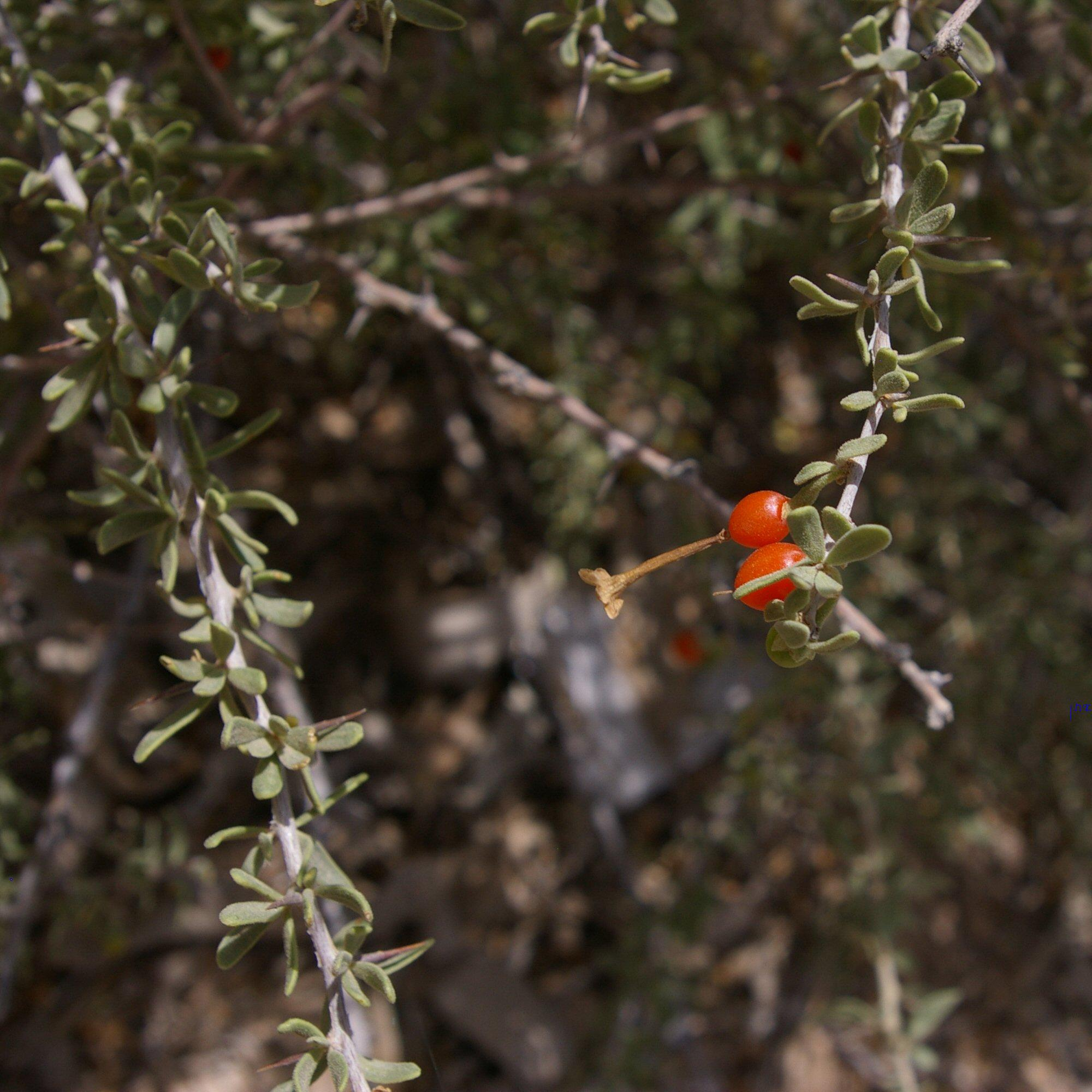
Lycium shawii appelé Gharqad qui a donné son nom au cimetière d’al Baqi à Médine.

L’Arabie saoudite a globalement un climat désertique, avec des températures diurnes très élevées et une forte baisse de la température pendant la nuit. Les températures estivales moyennes sont d'environ 45 °C, mais peuvent atteindre 54 °C. En hiver, la température descend rarement en dessous de 0 °C. Au printemps et en automne, la chaleur est tempérée, avec des températures moyennes autour de 29 °C. Les précipitations annuelles sont extrêmement faibles.
La région de l'Asir diffère, en raison de la mousson de l'océan Indien qui, généralement entre octobre et mars, donne une pluviométrie moyenne de 300 millimètres, soit environ 60 % des précipitations annuelles.
La côte ouest du pays, sur la mer Rouge, a un climat subtropical. Dans la zone centrale, autour de Djeddah et La Mecque, les étés sont très chauds avec un degré d'humidité très élevé, alors que les hivers sont modérés avec une humidité basse. Cette région reçoit des pluies légères mais soudaines, parfois accompagnées d'orages de novembre à février. Au printemps et en automne, les pluies sont rares. Les vents du sud occasionnels durant l'hiver entraînent des tempêtes de sable et de pluie, provoquant des inondations dans les vallées, ce qui cause de nombreux dommages aux populations nomades ou semi-nomades qui y résident.
En été, les moyennes de température sont de 45 °C, alors qu'en hiver, elles avoisinent 10 °C. Le 1er août 1996, une température de 49,6 °C a été enregistrée à La Mecque. Le 26 janvier 1997, à Taëf, un minimum de −1,5 °C a été constaté:4.

### Biodiversité

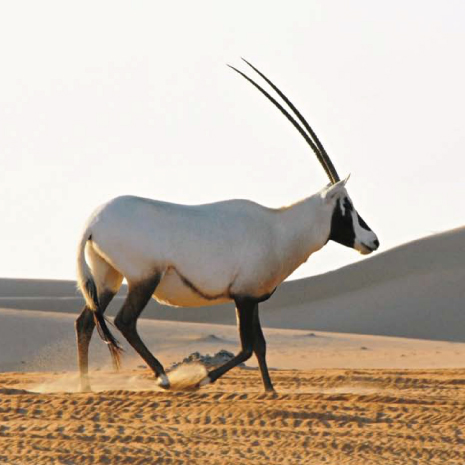
Oryx d'Arabie.

La faune comprend des mammifères comme : des loups, des hyènes, des mangoustes, des babouins, des lièvres, des rats des sables et des gerboises. Les plus gros animaux sont les gazelles, les oryx et les léopards qui, relativement nombreux avant les années 1950, sont des espèces en voie de disparition, à cause de la chasse en véhicules motorisés.
Parmi les oiseaux les plus courants, on trouve les faucons (qui sont capturés et entraînés pour la chasse), les aigles, les vautours, les gangas et les bulbuls.
Il existe plusieurs espèces de serpents, dont beaucoup sont venimeux, et de nombreux types de lézards.
La vie marine, dans le golfe Persique, est variée, avec une réserve de dugongs sur la mer Rouge.
Les animaux domestiques sont les dromadaires, les moutons, les chèvres, les ânes et les poules.
En raison du climat, la vie végétale naturelle de l'Arabie saoudite se compose essentiellement de petites herbes et d'arbustes nécessitant peu d'eau. On note cependant quelques petites zones herbeuses et des arbres dans le sud de l'Asir. Le palmier dattier (Phoenix dactylifera) y est très répandu.
Un nombre important de zones naturelles, terrestres et marines, sont protégées.

### Géographie administrative
L'Arabie saoudite est divisée en treize provinces (mintaqah idāriyya en arabe, expression qui se traduit littéralement par « région administrative », dont la forme au pluriel est manatiq idāriyya).
Les provinces sont divisées en 118 gouvernorats (arabe : محافظات, muhafazat au pluriel, muhafazah singulier), dont les capitales provinciales, qui ont un statut différent des municipalités (intègres), sont dirigées par des maires (amin).
Les gouvernorats sont subdivisés en sous-gouvernorats (marakiz, au pluriel markaz).
|    | Numéro                                 | Province  | Capitale |
| -- | -------------------------------------- | --------- | -------- |
|    |                                        |           |          |
| 1  | Al Bahah                               | Al Bahah  |          |
| 2  | Al-Hudud ach-Chamaliya (province nord) | Arar      |          |
| 3  | Al Jawf                                | Sakaka    |          |
| 4  | Médine                                 | Médine    |          |
| 5  | Al Qasim                               | Buraydah  |          |
| 6  | Riyad                                  | Riyad     |          |
| 7  | Ach-Charqiya (province de l'est)       | Dammam    |          |
| 8  | Asir                                   | Abha      |          |
| 9  | Haïl                                   | Haïl      |          |
| 10 | Jizan                                  | Jizan     |          |
| 11 | La Mecque                              | La Mecque |          |
| 12 | Najran                                 | Najran    |          |
| 13 | Tabuk                                  | Tabuk     |          |

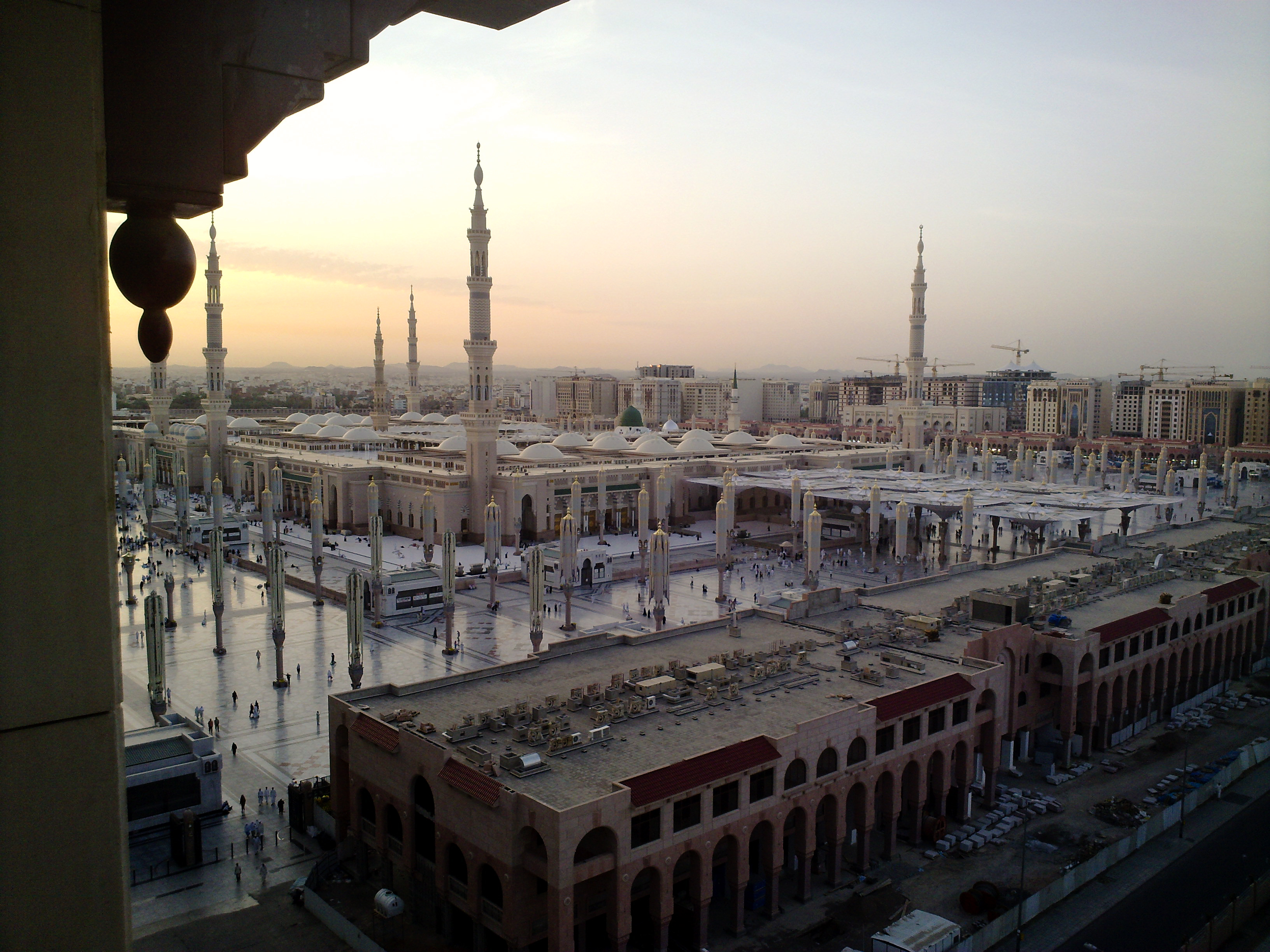
Médine.
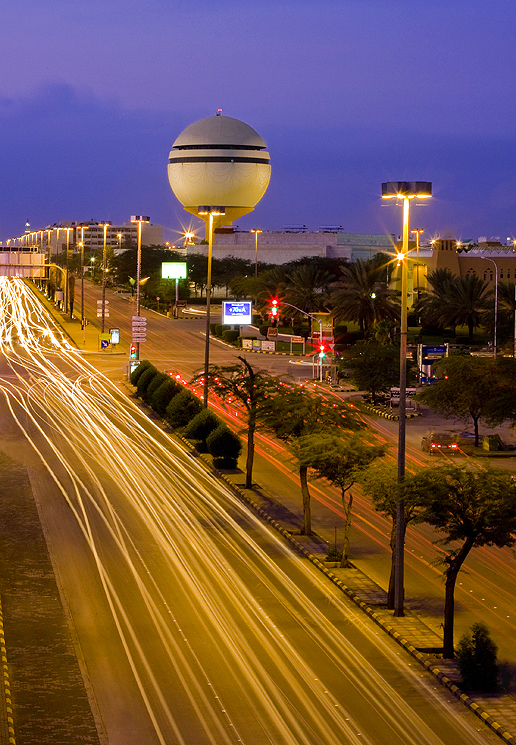
Al Qasim.
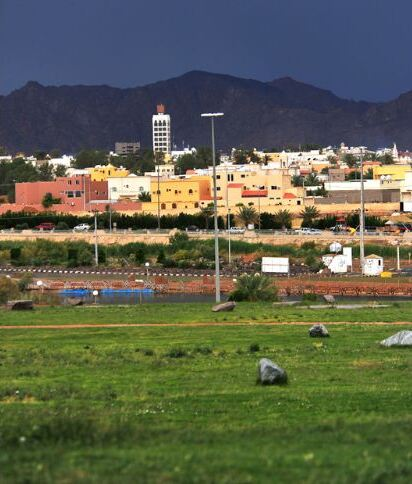
Haïl.
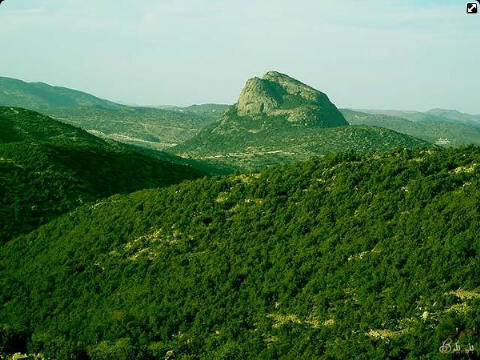
Asir.
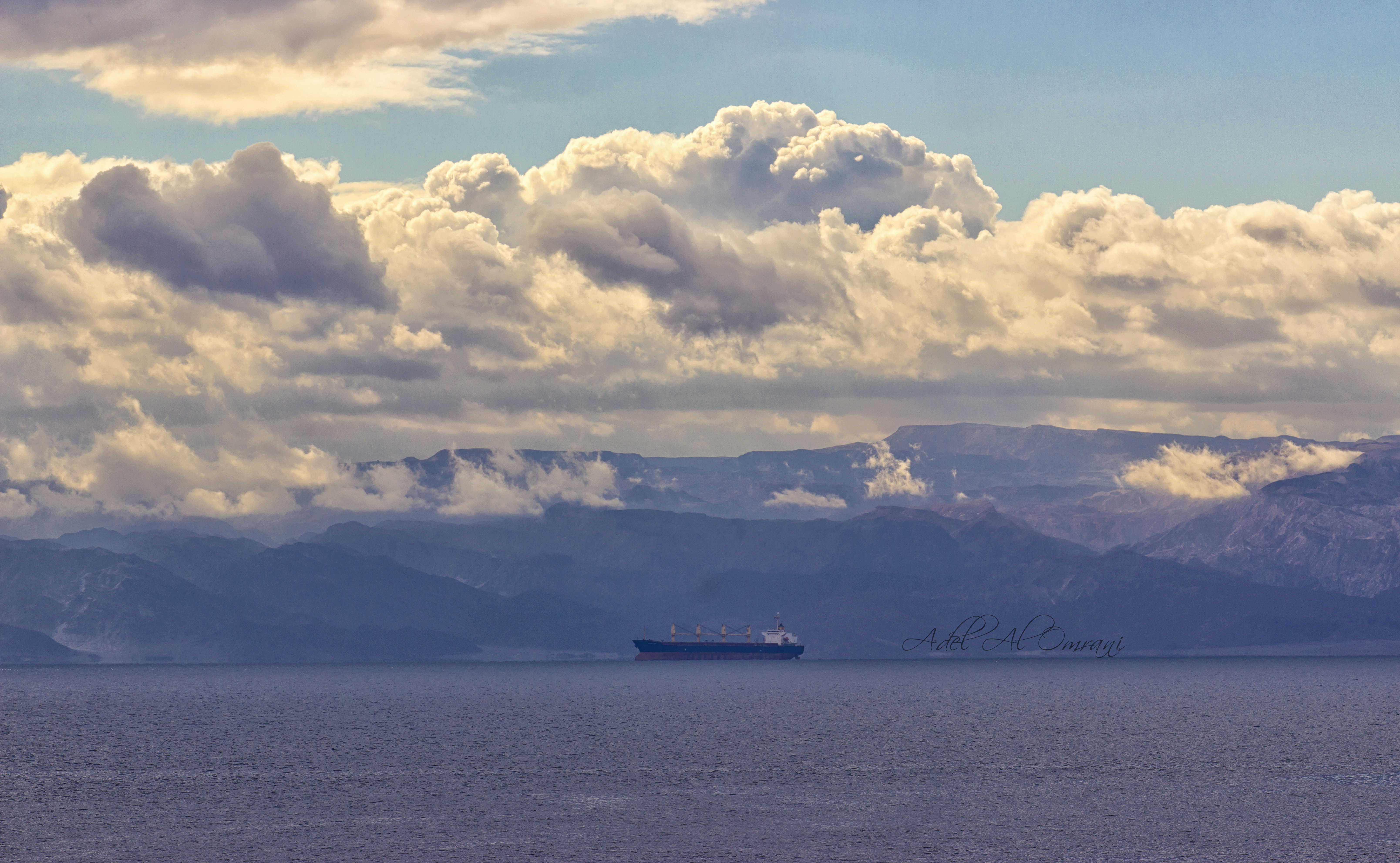
Tabuk.
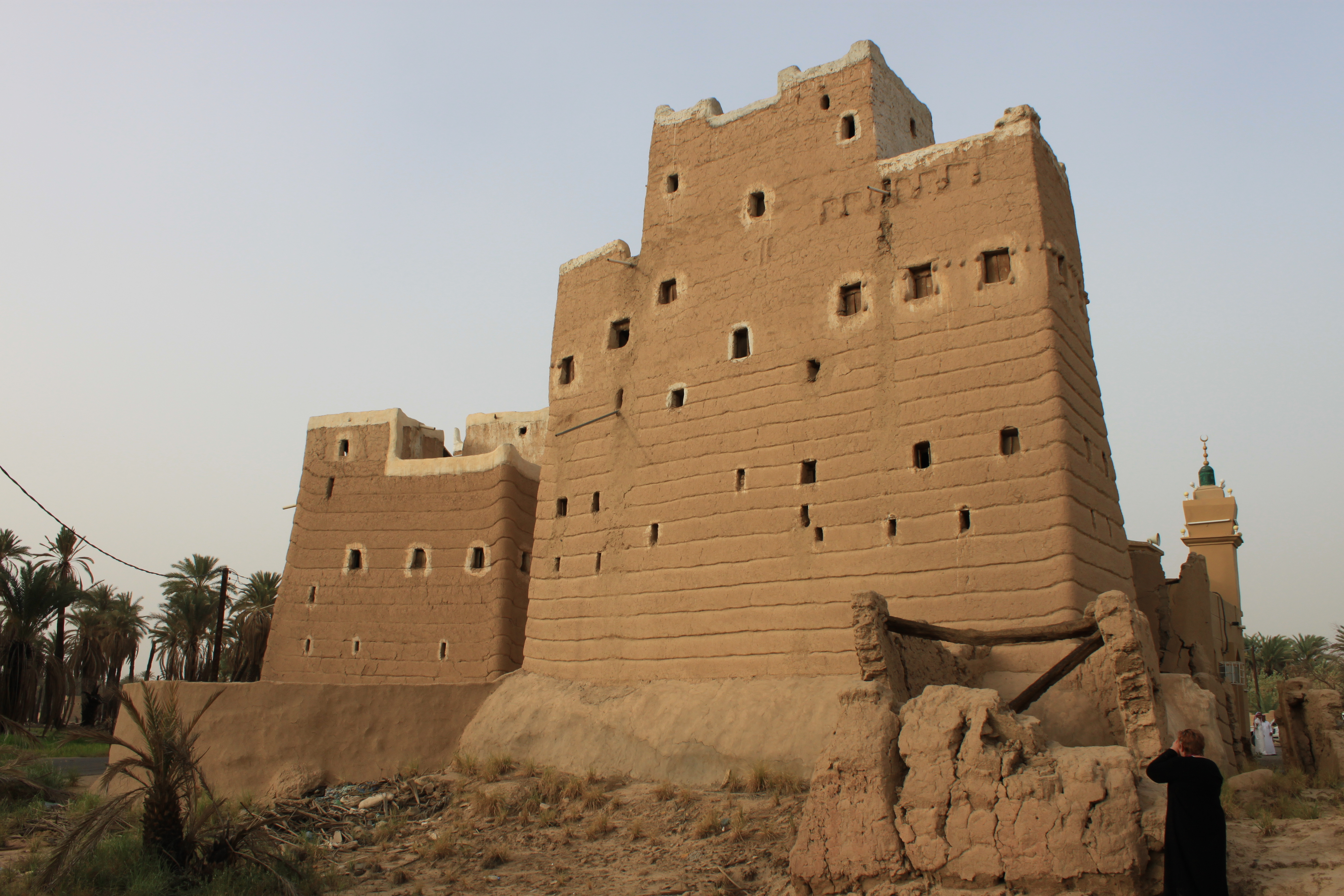
Najran.
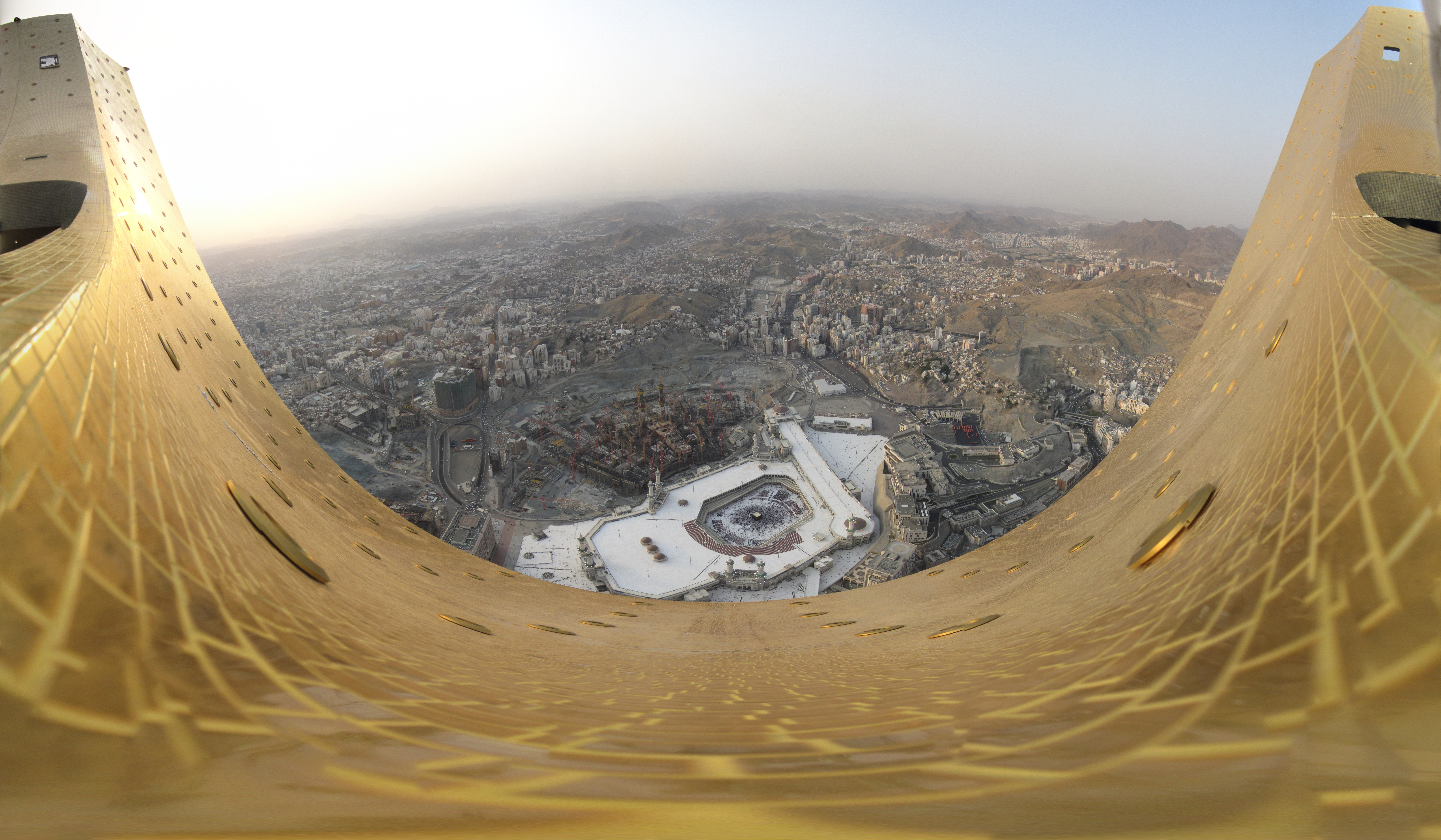
La Mecque.
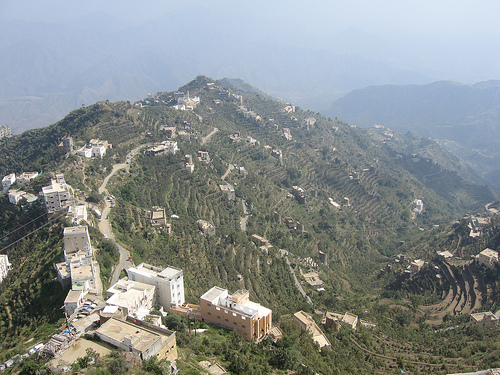
Jizan.

## Histoire

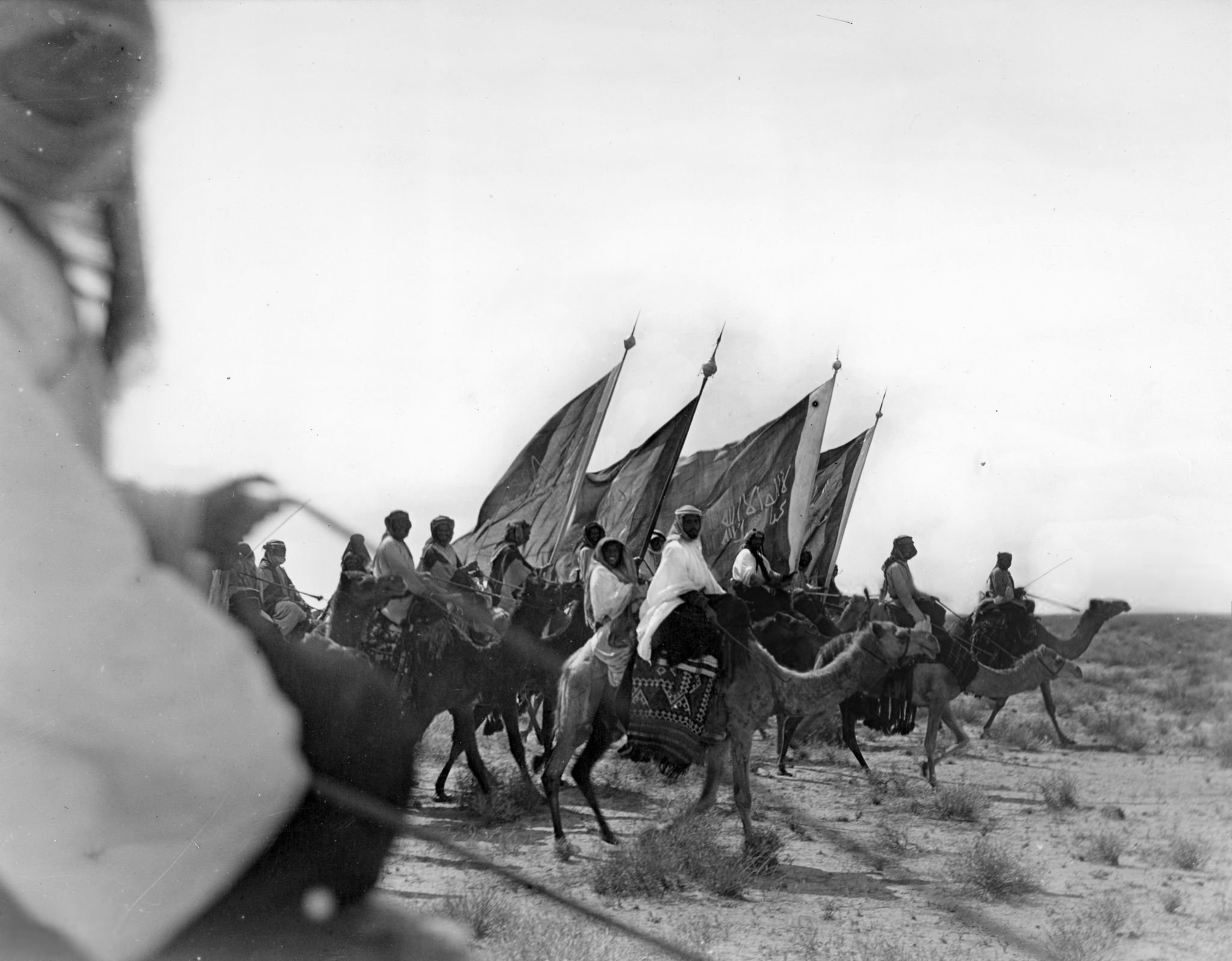
Troupes des Ikhwâns.

Drapeau des Ikhwâns.

Le premier État saoudien est constitué aux alentours de 1744. Un chef de tribu local, Mohammed Ibn Saoud, s'associe avec un prédicateur religieux marginal, Mohammed ben Abdelwahhab.
La famille Al Saoud et le royaume connaissent ensuite des confrontations augmentant ou réduisant leur pouvoir en fonction des accords et désaccords avec l'Égypte, l'Empire ottoman et d'autres pays arabes pour le contrôle de la péninsule. Trop instable, le royaume finit par disparaître en 1818.
Un second État saoudien est fondé six années plus tard en 1824, mais disparaît en 1891.
Dans la nuit du 15 au 16 janvier 1902, Abdelaziz ibn Saoud, souhaitant restaurer l'ancien État de son aïeul, s'empare de Riyad, alors occupée par la famille rivale Al Rachid, originaire de Haïl. En 1904, il s'empare de l'oasis de Buraydah, capitale de la région du Qasim, au nord du Nejd. Abdelaziz fonde vers 1912, avec l'appui des bédouins, l'ordre des Ikhwâns (« frères ») qui lui permet d'agrandir son domaine. Les Ikhwâns sont progressivement installés dans environ deux cents tentes (les hujjar). En 1913, Abdelaziz s'empare de la province de Al-Hassa, dans l'est, dont la majorité de la population est chiite. Son poids politique est reconnu par les Ottomans en mai 1914 lorsque ceux-ci le nomment wali du Nejd.
Avec le déclenchement de la Première Guerre mondiale, Abdelaziz se rapproche graduellement des Britanniques. Un traité de protection est signé avec ces derniers en 1915.

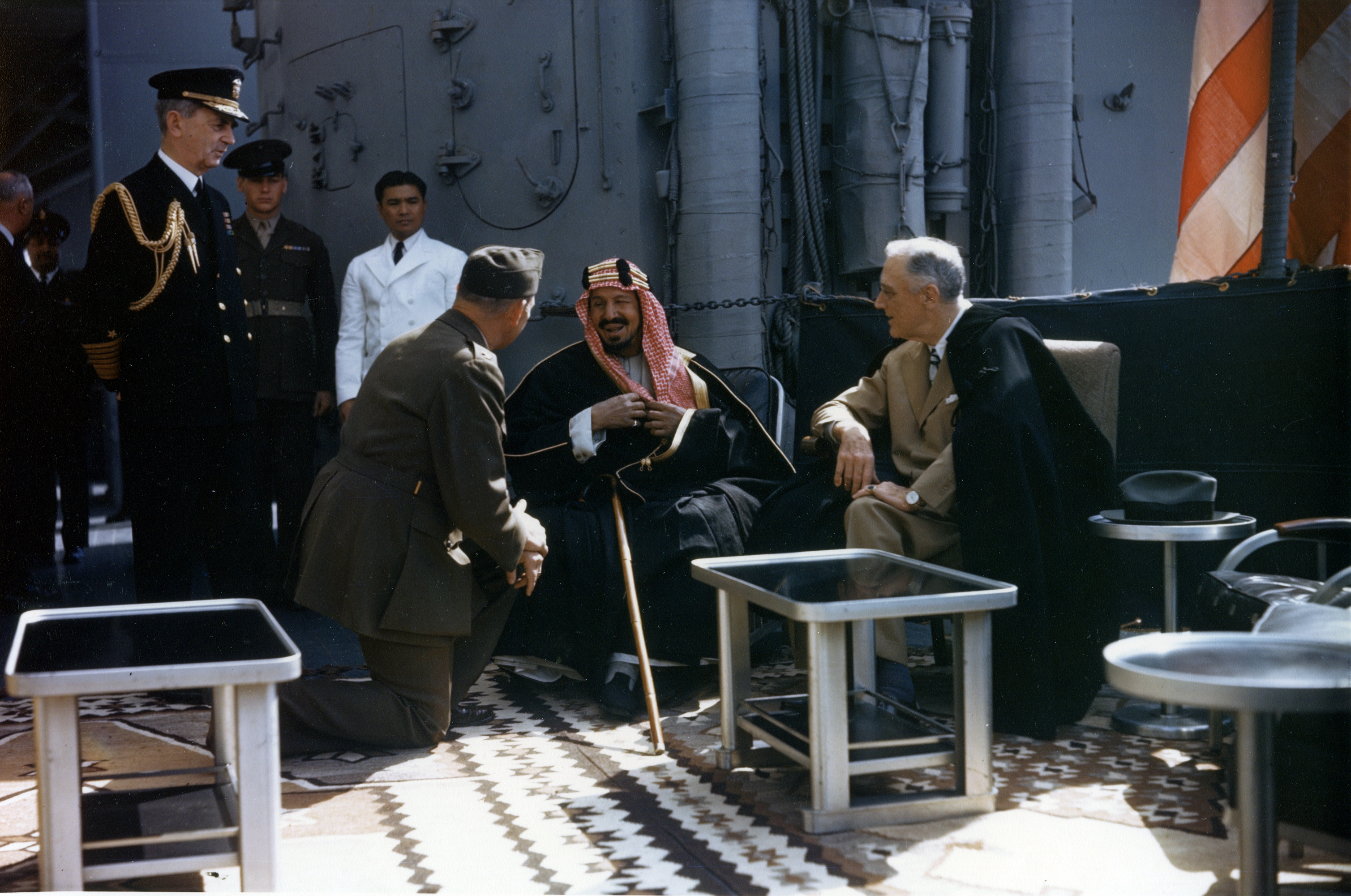
Rencontre du président Roosevelt et du roi Abdelaziz ibn Saoud, en Égypte en février 1945, à bord du Quincy, un bâtiment de l'US Navy. Le Pacte du Quincy lie les États-Unis à la famille des Séoud.

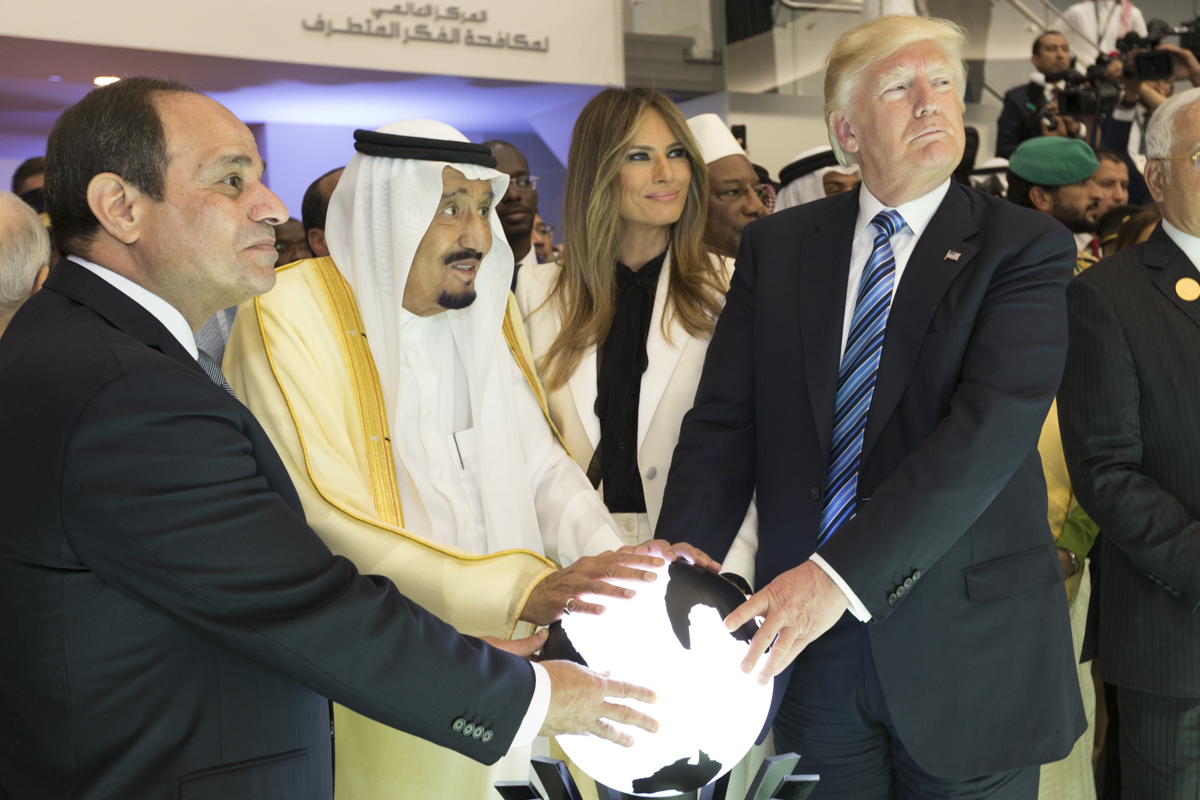
Le président Trump, le roi Salman et le président égyptien Abdel Fattah al-Sissi en mai 2017.

Profitant de la dislocation de l'Empire ottoman et de la faiblesse des États arabes qui se constituent pendant le conflit mondial, il fait la conquête par la force en 1924-1925 du Hedjaz, un État comprenant les villes de La Mecque et de Médine, en s'en emparant il met fin à près d'un millénaire de chérifat hachémite, la lignée des descendants du grand-père du prophète. Il finit par se faire reconnaître roi du Hedjaz, en 1927.
L'État ainsi constitué est consolidé par Abdelaziz Al Saoud pour devenir un pays puissant et surtout acteur de la scène internationale. Cet arrêt des conquêtes le brouille avec ses alliés ikhwâns, qui voudraient poursuivre la conquête pour étendre les frontières à toute la communauté des croyants. L'appui des oulémas, essentiellement par une fatwa de 1927, profite à Abdelaziz : ils décrètent qu'il est interdit de se révolter contre le détenteur du pouvoir. Dès lors, il devient licite de faire la guerre contre les Ikhwâns, qui sont écrasés en 1929.
L'Arabie saoudite est fondée officiellement le 22 septembre 1932 par la fusion des provinces du Nejd et du Hedjaz. Abdelaziz ibn Saoud (Ibn Saoud) en devient le roi. Les guerres ayant permis l'accession au pouvoir d'Ibn Saoud firent 500 000 morts entre 1901 et 1932.
La découverte de pétrole en mars 1938 transforme le pays sur le plan économique et marque le début d'une alliance stratégique avec les États-Unis, concrétisée par le Pacte du Quincy. En échange d'un accès au pétrole, les États-Unis s'engagent à protéger militairement la dynastie des Saoud. Cette alliance se révèlera d'autant plus durable que le pays se présente comme un allié de poids face à la montée des nationalistes arabes dans les années 1950-1960 soutenus par l'Union soviétique.
Abdelaziz accepte le concept de modernisation du pays et persuade les ultra-conservateurs religieux d'accepter les nouvelles technologies, ce qui se traduit concrètement par un confort matériel pour les Saoudiens, mais sans changement des mentalités. Après cinquante ans de pouvoir, Adb al-Aziz meurt en 1953, lui succèdent ses fils — Saoud ben Abdelaziz, Fayçal ben Abdelaziz, Khaled ben Abdelaziz, Fahd ben Abdelaziz, Abdallah ben Abdelaziz et depuis 2015 le roi Salmane ben Abdelaziz.
En 1973, l'Arabie saoudite est le leader du cartel des pays pétroliers, l'Organisation des pays exportateurs de pétrole (OPEP), et son ministre du Pétrole et des Ressources minérales Ahmed Zaki Yamani, diplômé de Harvard, est la tête pensante du quadruplement du prix du pétrole qui fait soudain de l'Arabie saoudite une super-puissance financière.
La rapide augmentation des recettes saoudiennes au début des années 1980, qui passent de 65 milliards de dollars à près de 135 milliards en 1981, permet également au pays qui est le « berceau » du wahhabisme d'exporter sa doctrine religieuse sous la forme du salafisme. Cette politique extérieure se manifeste dans la lutte organisée contre l'Union soviétique dans le conflit afghan en accord avec l'allié américain, mais également dans le soutien financier de nombreuses organisations islamiques à travers le monde dans les années 2000-2015.
Dans les années 1980, la prise de la Grande Mosquée de La Mecque met en évidence le poids de la communauté ultra-conservatrice et la pression fondamentaliste s'accentue. Une police des mœurs, la Muttawa, est mise en place, s'assurant que rien de ce qui se passe dans le royaume n'enfreint les règles de l'islam. Les nouvelles technologies sont encadrées, la musique n'est pas autorisée en public, encore moins le théâtre, et la télévision par satellite est également filtrée, tandis que la ségrégation sexuelle est accentuée, et le port du voile intégral obligatoire.

## Politique intérieure

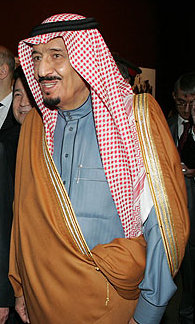
Le roi Salmane ben Abdelaziz Al Saoud, 7e souverain du royaume d'Arabie saoudite.

L'Arabie saoudite est une monarchie absolue dynastique islamique, contrôlée par les familles Saoud et Wahhab qui sont liées par le mariage.
Pour le politologue Riadh Sidaoui, les deux dynasties du Nejd sont les « deux faces d’une même pièce ».
Pour Nabil Mouline, chercheur au CNRS et spécialiste de l'Arabie saoudite, le système successoral saoudien est de type adelphique, c'est-à-dire entre frères. Toutefois, la transmission de la couronne demeure quelque peu aléatoire puisque le roi n'est pas nécessairement l'aîné : « Chaque roi potentiel est à la tête d’une faction, dont la puissance est déterminée par la force de son clientélisme, son soutien dans les forces armées et ses appuis dans le monde religieux et intellectuel. »
La loi fondamentale de l'Arabie saoudite définit le Coran comme constitution du pays et codifie depuis 1992 les règles d'organisation gouvernementale. Le Conseil des oulémas et le Comité permanent des recherches islamiques et de la délivrance des fatwas sont compétents pour l'interprétation des règles religieuses. Aucune manifestation ou culte d'une autre religion ne sont acceptés, et ceux qui expriment à ce titre une opinion différente sont déclarés apostats et passibles de la peine de mort. La liberté de religion de la population non-musulmane d'origine y est très restreinte et doit s'exercer exclusivement dans le domaine privé. Une assemblée consultative existe.
Depuis la fondation de l'État en 1932 par Abdelaziz ibn Saoud, le royaume a été gouverné par sept monarques.
| N° | Nom                             | Né / Décédé | Début de fonction | Fin de fonction | Remarques                                                                   |
| -- | ------------------------------- | ----------- | ----------------- | --------------- | --------------------------------------------------------------------------- |
| 1  | Abdelaziz ibn Saoud             | 1876-1953   | 22 septembre 1932 | 9 novembre 1953 | Fondateur du troisième État saoudien et du royaume d'Arabie saoudite (1932) |
| 2  | Saoud ben Abdelaziz Al Saoud    | 1902-1969   | 9 novembre 1953   | 2 novembre 1964 | Fils du roi Abdelaziz                                                       |
| 3  | Fayçal ben Abdelaziz Al Saoud   | 1906-1975   | 2 novembre 1964   | 25 mars 1975    | Fils du roi Abdelaziz                                                       |
| 4  | Khaled ben Abdelaziz Al Saoud   | 1913-1982   | 25 mars 1975      | 13 juin 1982    | Fils du roi Abdelaziz                                                       |
| 5  | Fahd ben Abdelaziz Al Saoud     | 1921-2005   | 13 juin 1982      | 1er août 2005   | Fils du roi Abdelaziz                                                       |
| 6  | Abdallah ben Abdelaziz Al Saoud | 1923-2015   | 1er août 2005     | 23 janvier 2015 | Fils du roi Abdelaziz                                                       |
| 7  | Salmane ben Abdelaziz Al Saoud  | 1935 -      | 23 janvier 2015   |                 | Fils du roi Abdelaziz                                                       |

En novembre 1995, après un accident vasculaire cérébral du roi Fahd, en tant que prince héritier, Abdallah a pris de facto la direction de l'État. Il devient roi en 2005 après le décès de ce dernier.
Le 4 novembre 2014, l'Arabie saoudite, confrontée à un ralentissement de son économie (basée en grande partie sur le pétrole) et à une recrudescence de son taux de chômage (30 % de sa population active), décide d'expulser des centaines de milliers de travailleurs étrangers,.
En janvier 2015, Salmane succède à son demi-frère Abdallah, décédé.

## Politique extérieure
Pour un article plus général, voir Géopolitique du Moyen-Orient au XXIe siècle.

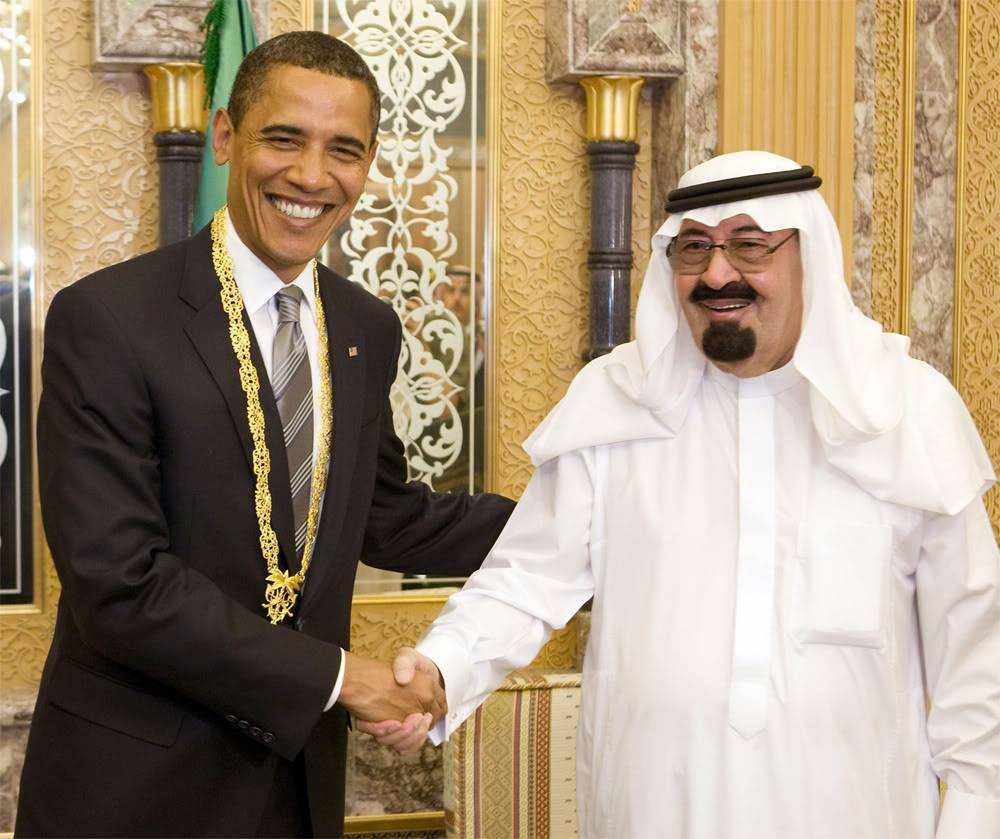
Barack Obama et le roi Abdallah, le 6 juin 2014.

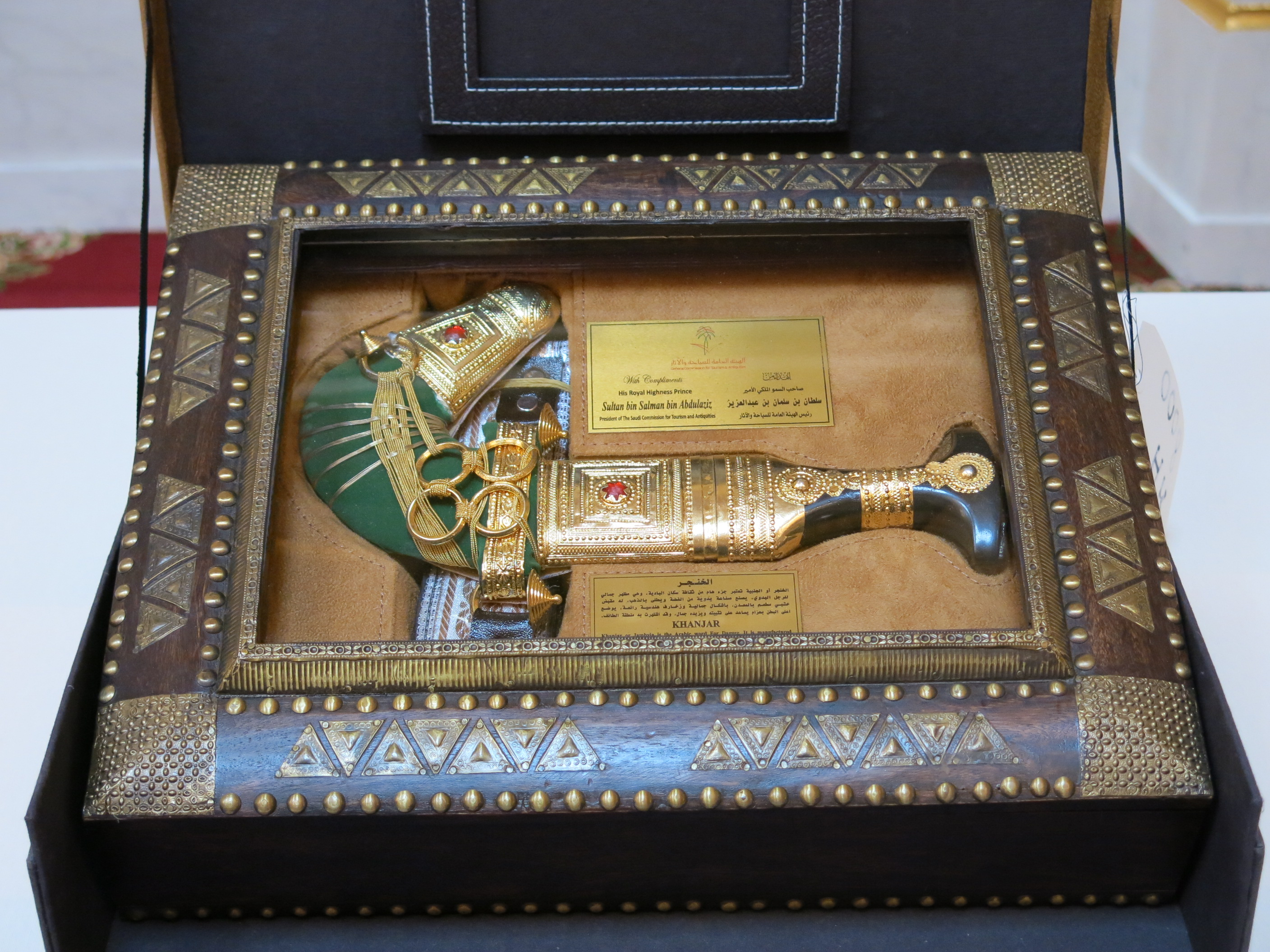
Jambiya (poignard traditionnel) offert par le roi Abdallah d'Arabie saoudite à François Hollande lors de la visite à Riyad les 29-30 décembre 2013. Exposée au palais de l'Élysée (Paris) lors des Journées du Patrimoine 2014.

L'Arabie saoudite est l'une des puissances régionales au Moyen-Orient. En tant que gardienne des lieux saints de l'islam, elle jouit d'un grand prestige dans l'ensemble du monde musulman et diffuse le wahhabisme partout dans le monde. Elle rassemble autour d'elle la plupart des pays arabes à majorité sunnite dans une alliance contre l'Iran, où domine le chiisme, et ses alliés. L'Arabie saoudite bénéficie de revenus financiers considérables qu'elle tire de sa richesse en pétrole, dont elle est le premier pays exportateur au monde, et en gaz naturel. La rente pétrolière est la source de sa puissance, mais elle la rend dépendante aux variations du cours du baril et l'oblige à une alliance avec les États-Unis pour assurer la sécurité de l'approvisionnement en hydrocarbures dont les puissances économiques mondiales sont presque toutes très dépendantes.

### Diffusion de l’islam dans le monde
L'historien britannique Charles Allen a chiffré que depuis 1979, les autorités saoudiennes ont consacré plus de 70 milliards de dollars à la diffusion de leur idéologie, le wahhabisme, l'une des formes les plus rigoristes de l'islam sunnite. Ce financement a été rendu possible par les réserves de pétrole du pays et le soutien des États-Unis et de l'Europe qui dépendent de ces réserves pour le fonctionnement de leur économie.
Dans une série d'entretiens en forme de bilan avec le magazine The Atlantic paru en avril 2016, le président américain Barack Obama a déclaré, selon Jeffrey Goldberg, que l'Arabie saoudite « propage l’extrémisme qui a généré le terrorisme » et expliqué comment l’Indonésie, notamment, « d’État musulman et tolérant, est devenu un pays extrémiste, à cause du financement par l’Arabie saoudite des mouvements fanatiques et des écoles wahhabites »,. À la suite de ces propos peu diplomatiques, la maison royale saoudienne s'est dite « offensée ».
Le 6 décembre 2015, le vice-chancelier allemand, Sigmar Gabriel, a estimé que l'Arabie saoudite devait cesser le financement des mosquées salafistes en Allemagne qui ne « sont pas moins dangereuses que les extrémistes de droite ».

### Opposition à l'Iran, à la Syrie, aux Houthis, aux salafistes djihadistes et aux Frères musulmans
Initialement, l'Arabie saoudite entretient de bonnes relations avec les Frères musulmans. La rupture se produit en 1991, lorsque la confrérie dénonce l'alliance saoudienne avec les États-Unis lors de la Guerre du Golfe,.
À partir de 1993, la monarchie saoudienne tente un rapprochement avec sa minorité chiite. En 2005, des partis religieux chiites sont autorisés à présenter des candidats aux élections. Cependant, les chiites restent victimes de discriminations et cette période d'ouverture prend fin avec la répression du soulèvement bahreïnien et le début de la guerre civile syrienne en 2011.
À l'intérieur comme à l'extérieur de ses frontières, la dynastie des Saoud au pouvoir est contestée par les salafistes djihadistes qui rejettent la monarchie et réclament une théocratie pure. Ces derniers renient même leur citoyenneté saoudienne pour se revendiquer « jaziri » (de la péninsule arabique). À partir de 2003, le royaume est aux prises avec Al-Qaïda dans la péninsule arabique (AQPA), qui commet plusieurs attentats et assassinats, mais finit par être repoussé au Yémen.
En 2007, lors de la guerre d'Irak, l'Arabie saoudite joue un rôle déterminant dans la création et le financement des Sahwa, des milices sunnites qui contribuent à marginaliser les djihadistes de l'État islamique d'Irak et à instaurer jusqu'en 2011 une relative accalmie en Irak,. Mais le 8 mars 2014, Nouri al-Maliki, alors Premier ministre irakien, proche allié de l'Iran, accuse l'Arabie saoudite et le Qatar de fournir un soutien politique, financier et médiatique aux groupes d'insurgés comme Daech, Front al-Nosra, Al-Qaïda, etc, allant même jusqu'à « acheter des armes au bénéfice de ces organisations terroristes » pour conclure en droit international que : « Ils attaquent l'Irak, via la Syrie, et de manière directe, ils ont déclaré la guerre à l'Irak ».
Bien qu'hostile aux révolutions du Printemps arabe, l'Arabie saoudite commence à soutenir les rebelles en Syrie, quelques mois après le début de la guerre civile syrienne. Le royaume tient notamment à contenir l'influence de l'Iran, son principal rival dans la région. Il s'appuie sur les conservateurs, les officiers déserteurs, les tribus et les libéraux,, et soutient des groupes salafistes, notamment Jaych al-Islam, ainsi que l'Armée syrienne libre et des groupes modérés, en revanche, il s'oppose aux Frères musulmans,,. Cependant, des milliers de Saoudiens partent combattre en Syrie et des groupes djihadistes comme l'État islamique ou le Front al-Nosra bénéficient de soutiens financiers venus d'acteurs privés, d'associations, ou d'hommes d'affaires, parfois liés à certains membres de la famille royale, qui profitent d'un certain laisser-faire de l'État,. Selon le chercheur Pierre-Jean Luizard, au sein même de la famille royale, certaines branches s'estimant lésées font allégeance à l'État islamique. En 2014 et 2015, l'hebdomadaire britannique The Economist et l'institut Soufan group estiment que 2 500 Saoudiens ont rejoint des groupes djihadistes en Syrie et en Irak, principalement l'État islamique,. L'Arabie saoudite finit par s'inquiéter de la montée en puissance des salafistes djihadistes, qui contestent la légitimité de la dynastie saoudienne, et redoute qu'ils ne puissent bénéficier d'une certaine attractivité aux yeux d'une partie de la population saoudienne, ce qui pourrait déstabiliser le royaume,. En mars 2013 les départs de combattants pour la Syrie sont rendus illégaux par le ministère de l'Intérieur dirigé par le prince Mohammed ben Nayef Al Saoud. En février 2014, le Royaume saoudien classe le Front al-Nosra et l'État islamique comme organisations terroristes et interdit tout soutien ou financement à ces groupes,. En septembre 2014, Riyad rejoint la coalition internationale contre l'EI.
Dans une vidéo publiée le 26 décembre 2015, Abou Bakr al-Baghdadi, le « calife » de l'État islamique, appelle à des soulèvements en Arabie saoudite. De juin 2014 à novembre 2015, l'État islamique mène 7 attentats en Arabie saoudite qui font 88 morts. Le Ministre saoudien de l'Intérieur Mohammed ben Nayef Al Saoud, responsable de la lutte anti-terroriste, est la cible de quatre tentatives d'assassinats de 2004 à 2015, dont un attentat-suicide d'Al-Qaïda dans la péninsule arabique en 2009.
Pour le politologue François Burgat : « le ressort de la politique de l’Arabie saoudite n’est pas idéologique. Arrêtons de penser que ce pays n’a qu’un rêve consistant à vouloir exporter son wahhabisme. Les Saoudiens n’ont qu’un rêve en se réveillant le matin : garder le pouvoir à n’importe quel prix, au prix de n’importe quelle concession idéologique, à savoir en étant capable de prendre appui sur des acteurs qui, sur le papier, leur sont hostiles ». Selon lui, plus que par l'Iran et les chiites, l'Arabie saoudite s'estime menacée principalement par son opposition : les « modérés » (Al-Islah, l'organisation yéménite apparentée aux Frères musulmans) et les radicaux.
En Égypte, l'Arabie saoudite approuve le coup d'État mené le 3 juillet 2013 par l'armée qui porte au pouvoir le général Abdel Fattah al-Sissi et renverse le président Mohamed Morsi, membre des Frères musulmans.

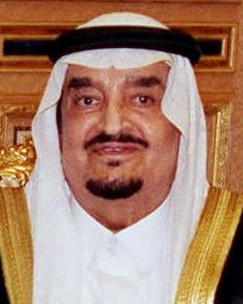
Fahd ibn Abdelaziz, roi d'Arabie Saoudite (1982-2005)

Le 7 mai 2014, le roi Abdallah ben Abdelaziz Al Saoud fait inscrire les Frères musulmans sur la liste des organisations terroristes, mais son successeur, Salmane ben Abdelaziz Al Saoud, se montre plus conciliant à leur égard.
Le journaliste Alain Gresh note qu'à partir de 2016 l'Arabie saoudite se rapproche à petits pas des Frères musulmans : « Prudemment, parce que, à terme, les Frères restent un danger, notamment à l’intérieur du royaume ; avec détermination, car la menace iranienne est prioritaire à court et moyen terme ».
À partir de 2015, l'Arabie saoudite concentre ses efforts au Yémen, où elle intervient militairement contre les Houthis, alliés de l'Iran,,. En janvier 2015, Mohammed ben Salmane est nommé ministre de la Défense. Il décide de conduire des opérations militaires au Yémen contre les rebelles houthistes afin de limiter l'influence iranienne dans le pays. En décembre 2015, dans une déclaration publique, les services de renseignement allemands ont exprimé leur inquiétude devant la nouvelle politique étrangère du jeune prince héritier, soulignant la façon dont la « position diplomatique jusqu'ici prudente des chefs aînés de la famille royale est remplacée par une politique interventionniste impulsive » et présente un danger pour la stabilité de la région.
En mars 2016, le royaume wahhabite désigne le Hezbollah comme organisation terroriste et remet en cause une aide financière de quatre milliards de dollars aux forces armées libanaises.
Selon Ali Al-Ahmad, directeur du Institute for Gulf Affairs (en), basé à Washington, « Les Saoudiens sont extrêmement inquiets. Le point de départ d'une éventuelle révolution sera probablement un club de foot plutôt qu'une mosquée ».

### Relations avec le Qatar
Le 5 juin 2017, l'Arabie saoudite accuse le Royaume qatari de complaisance avec l'Iran, le Hamas, le Hezbollah et de « soutenir le terrorisme » et d'avoir des liens avec les Houthis, Al-Qaïda, l'État islamique et les Frères musulmans, groupements classés « terroriste » par l'Arabie saoudite. Riyad décide de sanctionner Doha et, le 5 juin 2017, le gouvernement saoudien rompt ses relations diplomatiques avec le Qatar et ferme sa frontière avec l'émirat. Ses alliés, les Émirats arabes unis, Bahreïn, Yémen et Égypte feront de même.
Il s'ensuit alors une crise diplomatique : expulsion des nationaux qataris du territoire saoudien, et en septembre 2017, une vague d'arrestations de journalistes, intellectuels, politiques (dont le conseiller du gouvernement saoudien, Issam Al Zamel), universitaires, chercheurs ou écrivains qui seraient proches des mouvances islamistes « pro-Qatar », accusés d'avoir maintenu « le silence sur le Qatar » et de « non-participation à la campagne médiatique contre le Qatar », faits qui sont récemment devenus des délits.
Le pays pourrait construire le canal Salwa, qui transformerait le Qatar en île[réf. nécessaire].

### Alliance avec les États-Unis
Liée aux États-Unis depuis le pacte du Quincy en 1945, l'Arabie saoudite prend ses distances avec son allié américain au début des années 2010, en réponse à la non-intervention militaire du pays pendant la guerre civile syrienne et au rapprochement irano-américain qui fait suite à l'élection d'Hassan Rohani à la présidence de la République islamique. En conséquence, l'Arabie saoudite refuse son siège obtenu par l'élection du Conseil de sécurité des Nations unies de 2013.

### Liens avec les auteurs des attentats du 11 septembre 2001
Il est à noter que 15 des 19 pirates de l'air, lors des attentats du 11 septembre 2001, étaient des sujets du roi d'Arabie saoudite. Selon Bob Graham, ancien vice-président de la commission d'enquête parlementaire sur le 11 septembre, les 28 pages classifiées du rapport publié en 2002, intitulées « éléments, discussion et récit concernant certains sujets sensibles de sécurité nationale », mettraient en cause le consulat saoudien à Los Angeles, l'ambassade d'Arabie saoudite à Washington ainsi que de riches Saoudiens installés à Sarasota en Floride. Et de conclure : « Pour moi, nous avons montré que quoi qu'ils fassent, il y aurait impunité. Ils ont donc continué à soutenir Al-Qaïda, puis plus récemment dans l'appui économique et idéologique à l'État islamique (Daech). C'est notre refus de regarder en face la vérité qui a créé la nouvelle vague d'extrémisme qui a frappé Paris (attentats contre Charlie Hebdo)». En avril 2016, Bob Graham a déclaré sur la chaîne de télévision Fox News qu'il aurait reçu un coup de fil de la Maison blanche l'informant de la décision du président américain de déclassifier les 28 pages litigieuses sous 60 jours. Selon le New York Times, l'Arabie saoudite menacerait de vendre des « centaines de milliards de dollars de titres américains si le Congrès adoptait un projet de loi qui permettrait de rendre responsable le gouvernement du Royaume arabe devant les tribunaux américains de leur éventuel rôle lors des attaques du 11 septembre 2001 »,. Pour la première fois, en mai 2016, le Département du Trésor des États-Unis a dévoilé que le montant des bons du trésor détenus par l'Arabie saoudite s'élèveraient seulement à 117 milliards de dollars, ce qui en ferait le treizième adjudicataire très loin derrière la Chine et le Japon. Par ailleurs, les sénateurs américains ont approuvé à l'unanimité la proposition de loi autorisant les victimes du 11 septembre 2001 à poursuivre l'Arabie saoudite. En juillet 2016, le Congrès des États-Unis a publié un document de 28 pages crédibilisant les accusations de Zacarias Moussaoui, qualifié de « dérangé » par l'Arabie saoudite, :

« […] certains des pirates de l’air du 11 septembre étaient en contact avec des individus connectés avec le gouvernement saoudien qui leur apportaient de l’aide et du soutien […] qu’au moins deux de ces individus ont été soupçonnés d’être des agents de renseignements saoudiens. »

Une note de l'administration américaine datant de 2009 (et dévoilée par WikiLeaks un an après) avance que « les donateurs privés en Arabie saoudite demeurent la principale source mondiale de financement de groupes terroristes sunnites ». Par ailleurs, deux articles, l'un paru dans The Daily Telegraph en septembre 2014, et l'autre dans Le Monde le 17 novembre 2015 (ce dernier étant un point de vue écrit par les historiens Sophie Bessis et Mohamed Harbi), affirment que l'Arabie saoudite serait, avec le Qatar et la Turquie, l'une des principales sources financières et militaires de l'extrémisme islamiste,,.

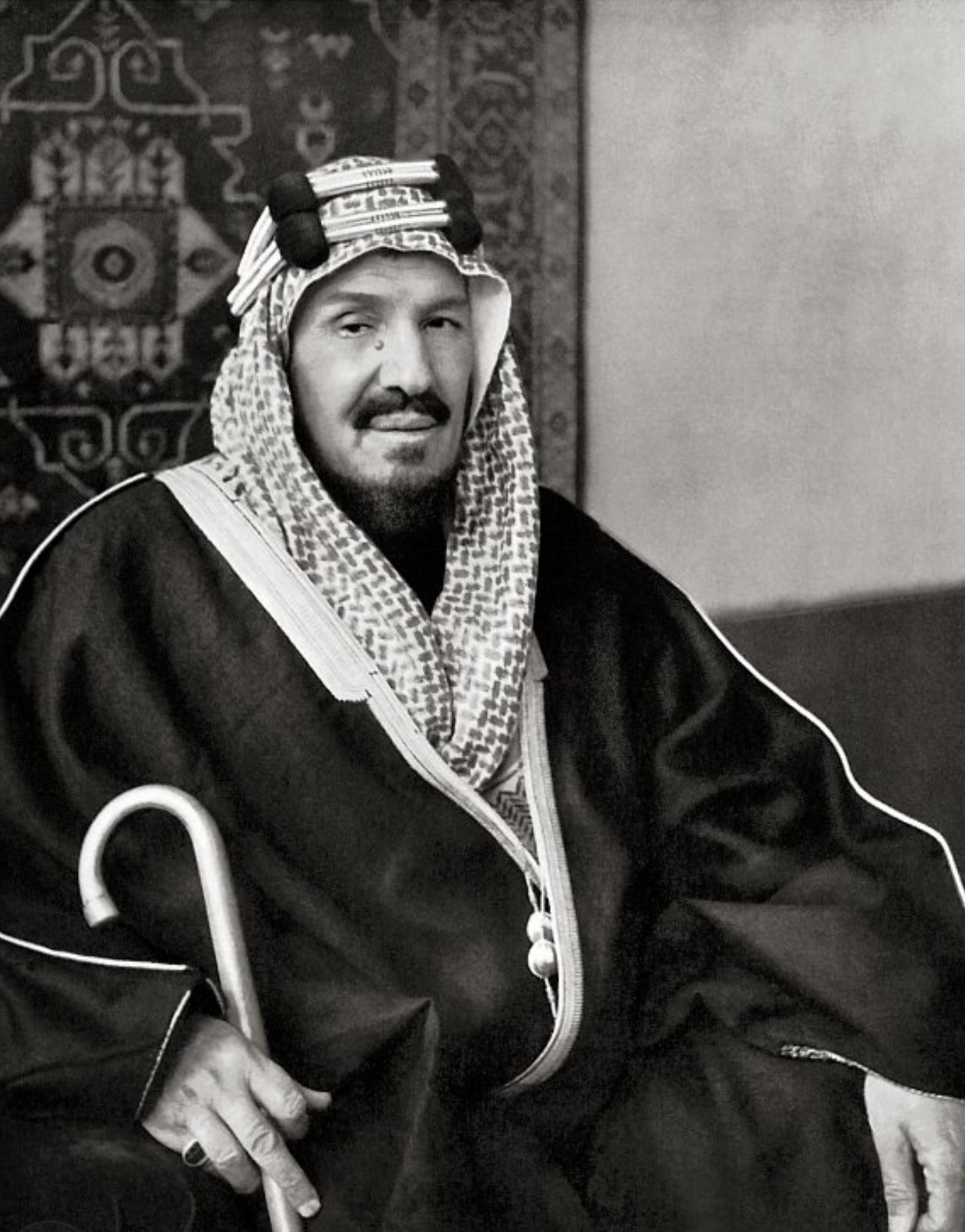
Le roi Abdulaziz ibn Saoud (1932-1953), fondateur de l'Arabie saoudite.

### Accusations de liens avec d'autres activités terroristes ou extrémistes
Le 8 octobre 2012, Yves Bonnet, ancien patron de la DST, a affirmé : « On n'ose pas parler de l'Arabie saoudite et du Qatar, mais il faudrait peut-être aussi que ces braves gens cessent d'alimenter de leurs fonds un certain nombre d'actions préoccupantes,. »
Le 20 novembre 2015, dans une tribune publiée par le New York Times, le vainqueur du prix Goncourt du premier roman 2015, l'écrivain Kamel Daoud, visé par une fatwa, a affirmé que l'Arabie saoudite n'est qu'un « Daech qui a réussi » en sus d'être le principal « mécène idéologique de la culture islamiste ». Selon lui, pour lutter contre le terrorisme, l'Occident devrait enfin s'attaquer à « la cause » plutôt qu'à « l'effet »,.
Pierre-Jean Luizard, historien et chercheur au CNRS, affirme en 2017 : « L'Etat qatari ne soutient pas plus le terrorisme que l'Etat saoudien : aucun des deux ne le fait de façon directe. Beaucoup de fonds privés venus d'Arabie saoudite et des Emirats arabes unis financent l'Etat islamique. […] L'Arabie saoudite, elle, est gangrenée. La menace de la mouvance salafiste y est très présente, y compris dans les branches de la dynastie saoudienne. Il s'agit là d'une crise très grave du système saoudien ».
Pour François Burgat, directeur de recherche à l'Institut de recherches et d’études sur le monde arabe et musulman (IREMAM), ni le Qatar, ni l'Arabie saoudite ne soutiennent al-Qaïda ou l'État islamique : « Les dirigeants des monarchies pétrolières savent parfaitement qu’ils sont en tête de liste des cibles de Daech ou d’Al-Qaïda et aucun d’entre eux n’est suicidaire ».
En 2015, Stéphane Lacroix, chercheur au Centre de recherches internationales (CERI), déclare : « Les princes saoudiens ne soutiennent plus les islamistes comme ils ont pu le faire jusqu'aux années 1990. Ils en ont même aujourd'hui une peur bleue, car ce sont les seuls à représenter un modèle concurrent aux Saoud, et donc à pouvoir déstabiliser la monarchie. L'Arabie saoudite est fondamentalement antirévolutionnaire. Au cours du Printemps arabe, elle a surtout soutenu le statu quo. […] L'exception est la Syrie ». En Syrie, l'État saoudien a soutenu l'Armée syrienne libre, puis des islamistes nationalistes non-djihadistes. Cependant « en parallèle des financements étatiques, des oulémas n'appartenant pas à l'establishment officiel se sont rangés derrière des groupes politiques salafistes. Dès le début du conflit, ces religieux ont soutenu en Syrie le groupe Ahrar el Sham et le front Al-Nosra. Mais pour la plupart d'entre eux, ils ne soutiennent pas Daech. L'organisation État islamique est détestée d'eux, car elle prétend au leadership sur l'islam tout entier, ce qui est inacceptable pour ses concurrents. […] Le pouvoir saoudien se méfie de ces oulémas islamistes, dont certains ont mené la contestation contre le régime dans les années 1990. Mais il ne peut se permettre de les envoyer en prison, le coût étant trop élevé en interne ».

### Relations étrangères
En décembre 2020, l'Allemagne a assuré de prolonger l'embargo sur l'exportation d'armes vers l'Arabie saoudite jusqu'à la fin de 2021. Le gouvernement fédéral ne délivrerait pas de nouveaux permis d'exportation d'armes en 2021. Par ailleurs, le gouvernement allemand a imposé un embargo sur les ventes d'armes à l'Arabie saoudite en 2018, à la suite de la fin de la guerre au Yémen et en novembre 2018 après l'assassinat du journaliste Jamal Khashoggi,.
Raytheon Technologies Corporation pourrait vendre les armes directement au gouvernement saoudien après avoir reçu la licence le 20 janvier 2021, et cela malgré les critiques émanant de personnalités politiques et de groupes de défense des droits de l’homme à propos de l’utilisation d’armes américaines par l’armée saoudienne contre des cibles civiles au Yémen.
Le 29 janvier 2021, dans le sillage de la nouvelle administration américaine, l'Italie annonce qu'elle arrêtera les ventes d'armes à l'Arabie saoudite et aux Émirats arabes unis. Ces deux pays sont impliqués dans la guerre au Yémen. En outre, il y avait une pression dans différents pays pour appeler à la fin des livraisons d'armes à Riyad et à Abou Dhabi.

## Forces armées

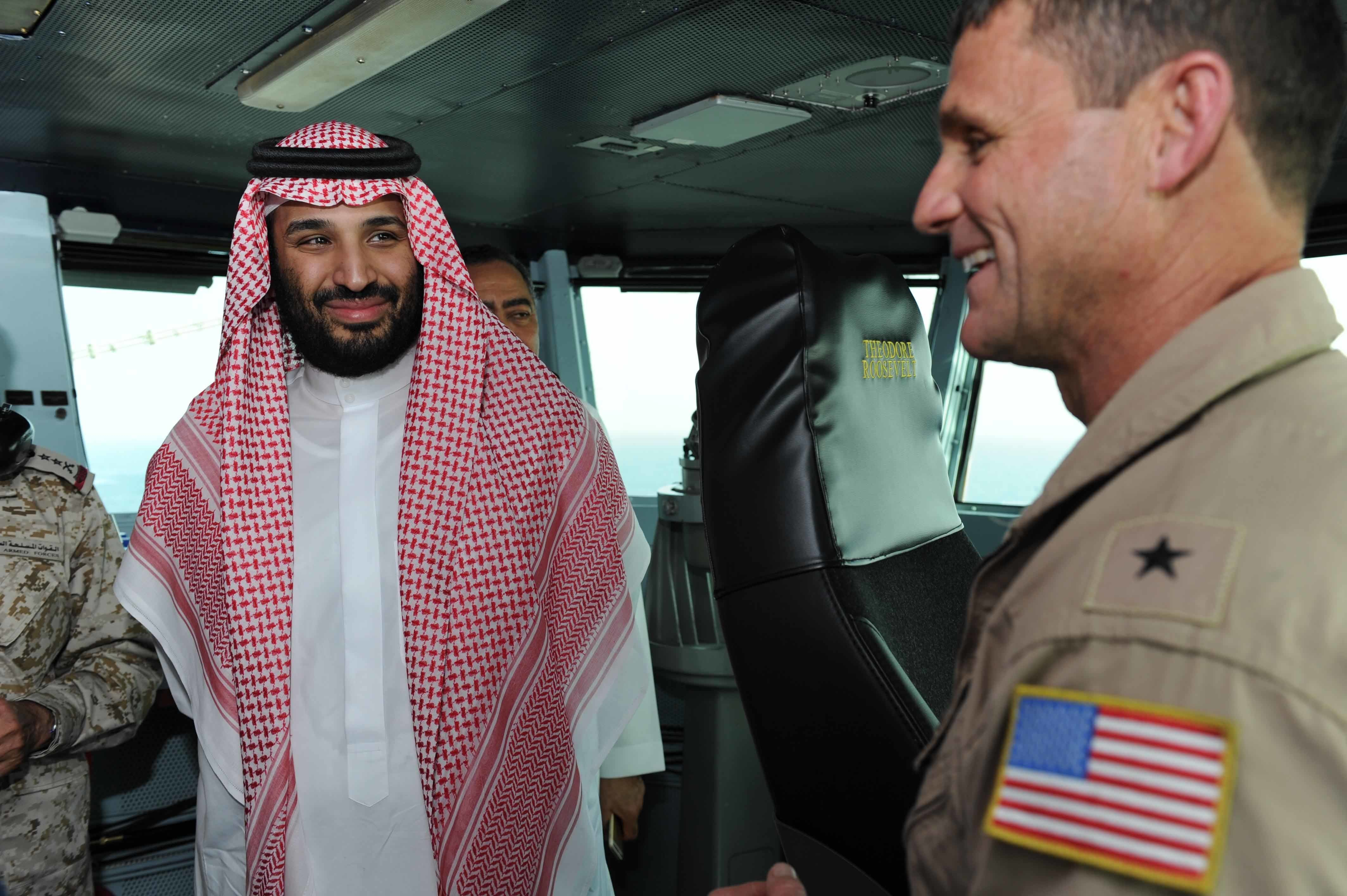
Le Prince héritier Mohammed ben Salmane à bord du porte-avions, le 7 juillet 2015.

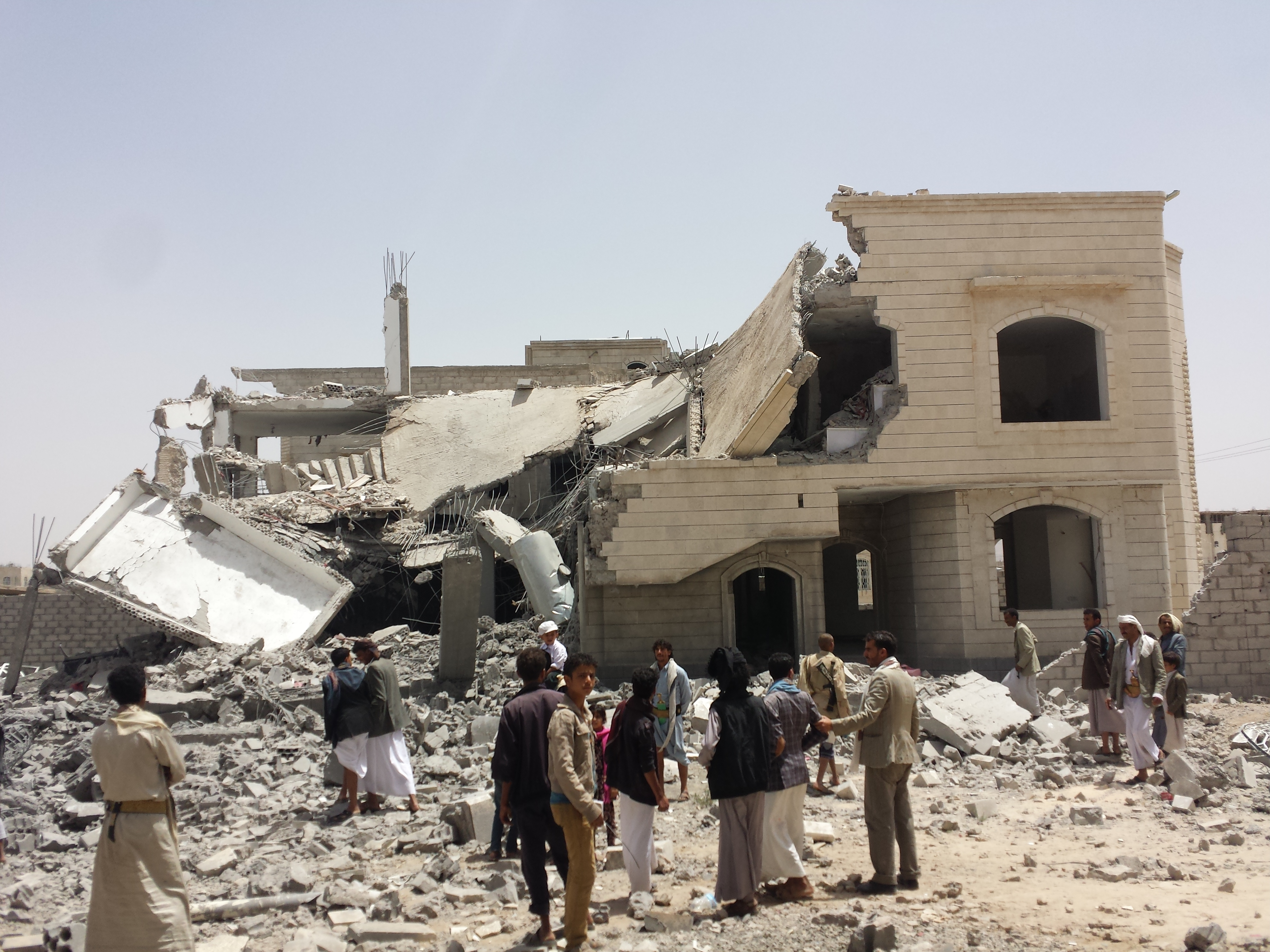
Frappes aériennes saoudiennes sur le théâtre yéménite en juin 2015, l'Arabie saoudite opérant militairement sans mandat de l'ONU.

L'Arabie saoudite consacre au budget militaire l'un des pourcentages les plus élevés du monde, ses dépenses militaires dépassant la barre des 10 % du PIB. Les forces armées saoudiennes se composent de l'Armée de terre saoudienne, de la Force aérienne royale saoudienne, de la Marine royale saoudienne, de la Défense de l'Air royale saoudienne (en), de la Garde nationale de l'Arabie saoudite (en) (la SANG en anglais, un organisme indépendant de l'armée), et les forces paramilitaires, pour un total de près de 200 000 militaires en service actif. En 2005, les forces armées affichaient le personnel ci-après : pour l'Armée de terre, 75 000 hommes ; pour l'armée de l'air, 18 000 hommes ; pour la marine, 15 500 hommes (dont 3 000 marins) ; et la SANG affichait 75 000 soldats actifs et 25 000 supplétifs tribaux. En outre, il y a le Al Mukhabarat Al Un'amah le service de renseignement militaire.
Le royaume dispose d'une longue relation militaire avec le Pakistan, il a longtemps été avancé que l'Arabie saoudite aurait secrètement financé le programme nucléaire pakistanais et chercherait à acquérir des armes atomiques au Pakistan, dans un avenir proche. La SANG n'est pas une réserve, mais une force de première ligne pleinement opérationnelle, et est issue de la tribu militaro-religieuse des Saoud, les Ikhwan. Son existence perdure, quoiqu'elle soit présentée comme étant, de fait, l'armée privative de feu Abdallah depuis les années 1960 et, que contrairement au reste des forces armées, elle est indépendante du Ministère de la Défense et de l'Aviation. La SANG contrebalançait les factions Sudairi (en) dans la famille royale : le Prince Sultan, Ministre de la Défense et de l'Aviation, est l'un des soi-disant « Sept Sudairi » et contrôle le reste des forces armées.
Les dépenses de défense et de sécurité de l'Arabie saoudite ont considérablement augmenté depuis le milieu des années 1990. Elles atteignaient environ 69,4 milliards de dollars en 2017, ce qui représente environ 10,3 % du produit intérieur brut et la classe au quatrième rang des pays qui dépensent le plus pour leurs forces armées. Son arsenal moderne de haute technologie fait de l'Arabie saoudite l'un des pays les plus puissamment armés du monde. Son équipement militaire est fourni principalement par les États-Unis, la France et le Royaume-Uni.
Les États-Unis ont vendu pour plus de 80 milliards de dollars de matériel militaire entre 1951 et 2006, aux forces armées saoudiennes. Le 20 octobre 2010, le Département d'État des États-Unis a notifié au Congrès son intention de conclure le plus grand marché de l'histoire américaine — une somme estimée à 60,5 milliards de dollars de commandes par le royaume d'Arabie saoudite. Le package constitue une amélioration considérable de la capacité offensive des forces armées saoudiennes. 2013 a vu les dépenses militaires saoudiennes s'élever à 67 milliards de dollars, dépassant celle du Royaume-Uni, de la France et du Japon au quatrième rang à l'échelle mondiale.
Le Royaume-Uni a également été l'un des principaux fournisseurs d'équipements militaires à l'Arabie saoudite depuis 1965. Depuis 1985, le Royaume-Uni a fourni des avions militaires — notamment les avions de combat Tornado et l'Eurofighter Typhoon et d'autres équipements dans le cadre d'un contrat de long terme le marché militaire Al-Yamamah estimé à une valeur de 43 milliards de livres en 2006 et il est projeté un autre d'une valeur de 40 milliards de livres. En mai 2012, le géant britannique de la défense BAE a signé un marché de 1,9 milliard de livres (3 milliards de dollars) pour la fourniture de jets d'entraînement Hawk à l'Arabie saoudite.
Selon le Stockholm International Peace Research Institute, le SIPRI, sur la période 2010-2014, l'Arabie saoudite est le deuxième plus grand importateur d'armes, recevant quatre fois plus d'armes majeures que sur la période 2005-2009. Les principales importations de 2010-2014 incluent 45 avions de combat du Royaume-Uni, 38 hélicoptères de combat des États-Unis, quatre avions ravitailleurs de l'Espagne et plus de 600 véhicules blindés du Canada. L'Arabie saoudite a une longue liste de commandes militaires en cours, dont 27 avions de combat supplémentaires du Royaume-Uni, 154 avions de combat des États-Unis et un grand nombre de véhicules blindés en provenance du Canada. L'Arabie saoudite a capté 41 % des exportations d'armes du Royaume-Uni, sur la période de 2010-2014.
En dépit de ces dépenses militaires très importantes, pour le géopoliticien Renaud Girard, « son instrument militaire est extrêmement faible » comme le montrerait son incapacité de faire face aux rebelles houthistes au Yémen.
En septembre 2020, des ONG canadiennes demandent d'arrêter l'exportation d'armes vers Riyad. Au total, 39 organisations de défense des droits de l'homme, de contrôle des armements et de travailleurs, parmi lesquelles les sections canadiennes d'Amnesty International et d'Oxfam, écrivent une lettre ouverte au Premier ministre Justin Trudeau « sur les graves implications éthiques, juridiques, sur les droits humains et humanitaires » concernant ces exportations. En mars 2019, août 2019 et avril 2020, des appels similaires ont été adressés au gouvernement mais sont restés sans réponse. Les ventes d'armes à l'Arabie saoudite s'élevaient à 2,9 milliards de dollars en 2019. Après la mort du journaliste Jamal Khashoggi au consulat saoudien à Istanbul, Ottawa a suspendu les exportations d'armes vers Riyad mais les a reprises à partir d'avril 2020[réf. souhaitée].
En juillet 2020, Amnesty International a révélé que la France avait promu et soutenu financièrement et politiquement un campus militaire privé destiné à former des soldats saoudiens. Le camp d'entraînement militaire était situé à Commercy dans l'est de la France et était dirigé par l'armurier belge John Cockerill. Selon le rapport, la France se préparait à former des soldats saoudiens au maniement des dernières versions d'armes déjà utilisées dans le conflit au Yémen. En 2019, le gouvernement français a confirmé qu'une nouvelle cargaison d'armes était dirigée vers l'Arabie saoudite.
Selon le Groupement pour une Suisse sans Armée, durant les trois premiers semestres de 2020, l'Arabie saoudite a acheté du matériel de guerre à la Suisse pour 3,8 millions de francs suisses, alors même qu'elle est fortement impliquée dans la guerre au Yémen.

### Prolifération nucléaire
Le 3 octobre 1988, l'Arabie saoudite a ratifié le Traité sur la non-prolifération des armes nucléaires, sans avoir pour autant signé le protocole additionnel de 1997 aux fins de vérification des accords de garantie.
Toutefois, selon le Sunday Times, citant un haut responsable américain en mai 2015, l'Arabie saoudite, en parallèle avec l'Iran, aurait pris la décision stratégique d'acquérir des armes nucléaires au Pakistan. En effet, pour la journaliste Dominique Lorentz, plus de doute, l'Iran est aujourd'hui une puissance nucléaire. Or, dans ce cas de figure, Amos Yadlin (en), chef du renseignement militaire d’Israël, avait commenté que si l’Iran avait la bombe, « les Saoudiens n’attendront pas un mois. Ils ont déjà payé pour la bombe, ils iront au Pakistan et ils prendront ce dont ils ont besoin ». Dans ces conditions, toujours selon le Sunday Times, l’Arabie saoudite aurait donc demandé au Pakistan, dont elle finance depuis trente ans le programme nucléaire, un remboursement de sa dette sous la forme de bombes atomiques disponibles à volonté, mais dont le « produit fini » resterait stationné au Pakistan.
Le 25 février 2016, le Parlement européen, lors d'une session plénière à Bruxelles, a adopté une résolution, à une large majorité des eurodéputés, pour un embargo sur les livraisons d'armes des pays de l'Union européenne à destination de l'Arabie saoudite. Dans le même sens, le 15 mars 2016, le Parlement hollandais a adopté une résolution interdisant l'exportation d'armes vers l'Arabie saoudite.
En 2015, l'Arabie saoudite affichait le troisième plus gros budget militaire du monde, avec 87,2 milliards de dollars, après les États-Unis (596 milliards de dollars) et la Chine (estimé à 215 milliards de dollars). Sur une période de dix ans (2006-2015), son budget a augmenté de +97 %. Selon l'Institut international de recherche sur la paix de Stockholm (Sipri), avec 2 778 dollars par habitant, l'Arabie saoudite est devenue la championne des dépenses militaires par habitant, devant Oman (2 574 dollars) et Israël (1 923 dollars),. Autre record mondial, l'Arabie saoudite consacre jusqu'à 13 % de son PIB pour le budget de la défense, lorsque la plupart des pays se bornent à dépenser entre 2 et 4 % de leur PIB.

## Droit

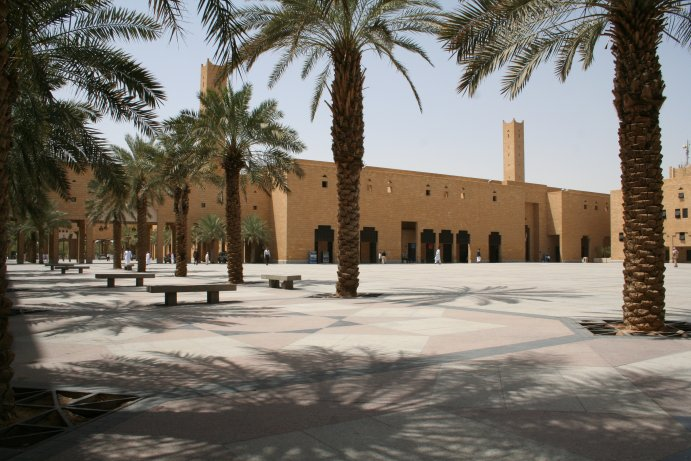
La place Dira, au centre de Riyad, plus connue localement sous le nom de « Place coupe-coupe ». C'est la place ou ont lieu les exécutions des peines capitales par décapitations au sabre.

Le droit saoudien est officiellement fondé sur la charia. Toutefois, selon des recherches conduites par le Réseau international de solidarité WMUML en 2011 sur les lois dites islamiques (dénommées à tort charia), il s'avère qu'en réalité, elles seraient basées sur la tradition et la coutume. Le terme charia est instrumentalisé par les autorités religieuses ou gouvernementales du pays afin de leur donner une soi-disant légitimité religieuse, mais avant tout pour établir, rétablir ou renforcer le patriarcat de la société.
Pour la hedjazie Suhayla Zayn al-Abidin, le wahhabisme a servi à légitimer ce qui n’est rien d’autre que des coutumes locales najdies : « alors que l’islam a permis l’ijtihad (l’interprétation des textes) dans le but de s’adapter aux circonstances correspondant aux différents lieux et aux différentes époques, un groupe d’oulémas, qui n’est pas peu nombreux, s’est contenté de proclamer des interdictions au nom de sadd al-dharaʿi (« blocage des moyens », principe-clé du droit wahhabite). Ceux d’entre eux qui ont appliqué ce principe à la femme l’ont fait parce qu’ils la regardent avec des yeux païens (jahiliyya), et la traitent selon des coutumes et des traditions païennes, qui ne sont en rien une application de ce qu’a apporté l’islam » (in Al-Sharq al-Awsat, 30 mai 2004).
L’assistance d'un avocat avant le procès et la représentation légale en salle est régulièrement déniée aux prévenus. Les accusés sont parfois reconnus coupables sur la base d'« aveux » obtenus sous la torture ou les mauvais traitements. S'agissant des étrangers, beaucoup ne bénéficient pas de services de traduction adaptés durant leur procès et ont signé des documents – notamment des « aveux » – qu'ils ne comprennent pas.
De nombreux crimes sont passibles de la peine de mort, comme l'homicide volontaire, le viol, le vol à main armée, la sorcellerie, l’adultère, la sodomie, l'apostasie, le prosélytisme non-musulman, le trafic de stupéfiants, le sabotage, l'espionnage, la trahison ou la défiance vis-à-vis de la famille royale. En Arabie saoudite, les exécutés sont très généralement décapités au sabre, en particulier pour apostasie, ou lapidés pour l'adultère, rarement par d'autres méthodes comme la crucifixion ou l'arme à feu,. Le fait de demander des réformes pour le pays est passible de prison. Le fait de détenir des bouteilles de vin est passible de coups de fouet.
Le fait de propager des contenus à caractère pornographique est passible de cinq ans de prison et d'une amende de 3 millions de riyals saoudiens, soit environ 700 000 euros[réf. souhaitée]. Dans le cadre du programme de sécurité de la famille, une nouvelle loi de 2016 prévoit que le fait pour une femme de violer la vie privée de son mari en consultant son téléphone portable sans en avertir celui-ci ou sans son contentement (la réciproque n'étant pas vraie), est désormais passible de coups de fouet, d'une peine de prison ou d'une amende. Par ailleurs, les étrangers jugés « trop beaux » (peu important qu'ils soient musulmans ou non) sont considérés par le comité pour la promotion de la vertu et la prévention du vice comme des « tentateurs » et font donc l'objet d'une mesure de reconduite à la frontière manu militari pour prévenir tout trouble à l'ordre public.
Depuis le début de l'année 2016, les autorités ont fait exécuter plus de 90 personnes, criminels, opposants au régime ou manifestants laïcs (selon un décompte AFP sur la base d'annonces officielles). L'année 2015 constituait déjà un record en la matière avec pas moins de 153 exécutions, contre 90 exécutions en 2014, ce qui confirme le rythme « sans précédent » observé par Amnesty International. Toujours en 2015, les autorités avaient publié une offre d'emploi pour recruter 8 bourreaux.
Par ailleurs, l'abolition de l'esclavage en 1968 n'est que théorique, puisqu'il perdure de fait dans la péninsule arabique sous des formes très diverses allant de l'esclave domestique à l'esclave sexuel.
De nombreux colloques se sont tenus en Arabie saoudite pour condamner les attentats-suicides, l'agression physique des personnes civiles et les attentats du 11 septembre 2001, entre autres, comme contraires à l'islam. Un décret royal de février 2014 punit de trois à vingt ans de prison toute « appartenance à des courants religieux ou intellectuels, à des groupes ou à des formations définis comme terroristes nationalement, régionalement ou internationalement ; tout appui quel qu’il soit à leur idéologie ou à leur vision, toute expression d’une quelconque sympathie avec eux », le mot « terrorisme » incluant l’athéisme et toute mise en cause des principes fondamentaux de la religion ainsi que pour une femme enfreignant l'interdiction de conduire.
Depuis les attentats du 11 septembre 2001, le royaume wahhabite tolérait, dans les faits, l'homosexualité des Saoudiens qui n'étaient plus poursuivis à ce titre.

## Droits de l'homme
L'Arabie saoudite est l'un des pays qui respecte le moins les droits de l'homme, avec l'un des pires bilans en ce domaine. Les droits d'expression, d'association et la liberté d'opinion ne sont pas garantis. Les droits des femmes sont très limités, la liberté religieuse est minimaliste et les droits LGBT sont inexistants. Les autorités considèrent toute voix dissidente comme du terrorisme. L'Arabie saoudite figure en 164e position sur 180 au classement mondial de la liberté de la presse établi par RSF en 2015.
Le 2 octobre 2015, l'Arabie saoudite empêche la mise en place d’une enquête internationale sur la conduite de ses frappes aériennes au Yémen. Pour Karim Lahidji, président de la FIDH : « C’est là la vraie victoire de l’Arabie saoudite à l’ONU, et non comme on a pu l’entendre la nomination quelques semaines plus tôt de son ambassadeur à la tête du comité consultatif du Conseil des droits de l’Homme, une position honorifique mais aux pouvoirs restreints». En effet, selon un responsable de l'administration américaine, la coalition conduite par les Saoudiens a recours à des armes à sous-munitions (interdites en droit international) dans le conflit armé au Yémen.
En 2019, l'athéisme et l'homosexualité restent passibles de la peine de mort en Arabie saoudite, l'athéisme pouvant tomber sous le coup de la loi antiterroriste,.

### Torture
La torture est une pratique courante et bien documentée en Arabie saoudite.
- En 2002, après la révélation par The Guardian de la torture subie lors d'interrogatoires par trois ressortissants britanniques dans un bâtiment du ministère de l'intérieur, Hanny Megally, directeur exécutif de la division Moyen-Orient et Afrique du Nord de Human Rights Watch déclare : « la pratique de la torture en Arabie Saoudite est bien documentée, et le gouvernement est légalement obligé d'enquêter sur ces récentes allégations. »[144].
- En 2018, à l'issue d'une inspection officielle de cinq jours du pays à l'invitation du gouvernement, l'Organisation des Nations unies a conclu que l'Arabie saoudite utilise systématiquement des lois antiterroristes pour justifier la torture, réprimer toute contestation et emprisonner les défenseurs des droits de l'homme[145].

### Maltraitance d'enfants
Selon un rapport de l'ONU en date du 20 avril 2016, intitulé « Le sort des enfants en temps de conflit armé », l'Arabie saoudite serait impliquée dans la mort de plus de 500 enfants dans le cadre de son intervention contre la rébellion houthie au Yémen,.
Par ailleurs, selon une étude menée par le Docteur Nura Al-Suwaiyan, directeur du programme de sécurité de la famille à la Garde nationale de l'hôpital (en), un enfant sur quatre est maltraité en Arabie saoudite. La Société nationale pour les droits de l'homme (en) rapporte que près de 45 % des enfants du pays sont confrontés à une certaine forme de violence et à la violence domestique. En 2013, le gouvernement a adopté une loi criminalisant la violence domestique à l'encontre des enfants.

### Trafic d'êtres humains
Il a été affirmé que la traite des femmes est un problème particulier en Arabie saoudite, à raison du grand nombre d'employées de maison qui sont étrangères au pays (en particulier Mauritaniennes), et des failles dans le système aboutissant à ce que nombre d'entre elles sont victimes de mauvais traitements et de torture, sous la forme d'esclavage.

### Situation des femmes
Dès leur naissance, les Saoudiennes sont placées par la charia sous l'autorité légale d'un homme, le « gardien » (mahram), qui peut être leur père, leur mari, leur frère, leur oncle ou même leur fils. Les femmes ne peuvent rien entreprendre sans l'autorisation de leur « gardien », elles ne peuvent ni travailler, ni se marier, ni même se faire ausculter par un médecin (femme), sans l'agrément d'un homme. De ce fait, quels que soient les droits accordés aux femmes (droit de vote, de conduire, etc.), ces droits restent dépendants de la permission du tuteur, ce qui se traduit dans les faits par la privation de ces droits. La plupart des mariages sont arrangés, mais se concluent dans environ 20 % des cas par un divorce, la garde étant la plupart du temps confiée au père. Non accompagnées d'un tuteur, les femmes n'ont pas le droit de sortir dans un espace public, où les membres du comité pour le commandement de la vertu et la répression du vice (Hai'a, une agence gouvernementale qui contrôle l'application de la charia) veillent à ce qu'elles portent bien le voile.
Selon Gérard-François Dumont, de l'Académie de géopolitique de Paris, l’espérance de vie à la naissance des Saoudiennes s'avère étonnamment faible eu égard à la rente pétrolière. D'un point de vue strictement féminin, les Saoudiennes ont une espérance de vie inférieure de deux ans à celle des Tunisiennes, et de dix ans à celle des Françaises. D'un point de vue plus masculin, les Saoudiennes vivent seulement deux ans de plus que les Saoudiens, lorsque les Tunisiennes vivent quatre ans de plus que les Tunisiens et les Françaises atteignent sept ans de plus que les Français.
L'Arabie saoudite impose une stricte séparation des sexes. La plupart des maisons, banques ou universités ont une entrée pour les hommes et une entrée pour les femmes.
En 2005, l'Arabie saoudite affiche un taux de travail féminin parmi les plus bas du monde (18 %). Le ministre du Travail Ghazi Al-Gosaibi promulgue alors une loi pour autoriser les femmes à travailler dans les magasins de lingerie ; elle n'est en réalité appliquée que plus tard, à cause de l'opposition des religieux conservateurs, même si les agents Hai'a procèdent de temps à autre à la fermeture de certains de ces magasins. Jusque-là, les Saoudiennes diplômées qui travaillaient étaient limitées aux secteurs de l'enseignement pour filles ou de la médecine pour les femmes patientes. Les femmes qui travaillent disposent de leur propre compte bancaire. La plupart des Saoudiens souhaitent que leurs filles passent le baccalauréat ; par ailleurs, 42 % des étudiants dans les universités sont des jeunes filles.
Le 25 septembre 2011, le roi Abdallah accorde le droit de vote aux femmes aux élections municipales ainsi que leur éligibilité. Toutefois, il est à noter que les Saoudiennes n'ont voté qu'en 2015 (dans des isoloirs séparés) ; que les candidates (sous réserves d'être autorisées et couvertes de l'abaya) n'ont pas eu le droit de prendre la parole en public ; et que les élues (après plusieurs incidents) n'ont pas eu non plus le droit de siéger dans la même pièce que leurs collègues masculins. En 2012, le roi Abdallah autorise les femmes à vendre de la lingerie et des cosmétiques. Pour lutter contre le chômage des femmes, ce commerce (d'articles exclusivement féminins) est désormais réservé aux seules Saoudiennes, qui n'auront plus besoin de permis de travail dans ce secteur. En 2015, son successeur, le roi Salmane accorde aux femmes le droit de voyager sans qu'un « gardien » ne les accompagne, ni ne donne son autorisation pour qu'elles voyagent sans lui. Concrètement, les Saoudiennes n'auront plus besoin de se munir d'un papier jaune par lequel leur « gardien » les autorisait à partir à l’étranger et elles ne seront plus suspendues à une éventuelle opposition de dernière minute par retour de SMS au moment de quitter le territoire saoudien,. La même année, le roi Salmane accorde aux veuves et aux divorcées (seulement) une carte d'identité pour leur permettre d'effectuer des démarches basiques, mais sans autre précision quant à la date d'entrée en vigueur de cette réforme. En 2016, les Saoudiennes se voient accorder le droit de signer leur propre contrat de mariage et d'en obtenir une copie afin de leur permettre de « prendre connaissance » de leurs « droits » et des « termes du contrat »,.
Le 2 août 2019, un décret signé du roi Salmane annonce que les femmes sont désormais autorisées à se rendre à l’étranger sans requérir au préalable l’agrément du référent masculin qui leur tient de gardien. Le texte dispose qu’un passeport saoudien doit être délivré à tout citoyen qui en fait la demande et que toute personne âgée d’au moins 21 ans, sans distinction de sexe, peut voyager comme elle l’entend. Le décret dispose également que les femmes peuvent déclarer officiellement une naissance, un mariage ou un divorce et être titulaires de l’autorité parentale sur leurs enfants mineurs. Des prérogatives jusqu’ici réservées aux hommes.
Le 16 août 2020, les autorités saoudiennes nomment dix femmes à des postes de responsabilité dans les deux saintes mosquées du pays.
D'autres mesures suivent, comme la fin de la ségrégation des sexes dans les restaurants. Par ailleurs le nombre de femmes travaillant ou en recherche active d'emploi augmente fortement, passant de 20 % à 33 % entre 2018 et 2021 puis 37 % en 2022.

#### La problématique de la conduite des voitures pour les femmes saoudiennes
Pendant de longues années, l'Arabie saoudite est pointée du doigt car les femmes y sont interdites du droit de conduire. C'était le dernier pays au monde à pratiquer cette interdiction,, alors qu'en 2014 le pays autorisait une aviatrice diplômée, à piloter un avion à titre professionnel. Selon un journal saoudien, cette mesure coûte près de 3,7 milliards de dollars à l'économie saoudienne du fait de l'emploi de chauffeurs privés ou de taxi. Régulièrement, des femmes bravent cette interdiction en se filmant en train de conduire afin de faire évoluer la situation. En septembre 2017, un prêcheur saoudien déclare que l'interdiction de conduire imposée aux femmes se justifierait, car elles n'ont que le « quart » du cerveau d'un homme. Bien que cette déclaration ait obtenu des soutiens de milieux conservateurs, les autorités saoudiennes lui interdisent de prêcher en expliquant « que les plateformes de prêche ne seront pas utilisées pour porter atteinte aux valeurs d'égalité, de justice et de respect des femmes inhérentes à l'islam ». Le 26 septembre 2017, le roi Salman d’Arabie saoudite signe un décret autorisant les femmes à conduire,. La mesure est entrée en vigueur le 24 juin 2018 à minuit, mais les premières autorisations ont été délivrées aux saoudiennes dès le début du mois. Certaines femmes n'ont eu parfois qu'à échanger leurs permis étrangers contre des permis saoudiens après avoir passé un test. Selon le cabinet de consultants PricewaterhouseCoopers, quelque trois millions de Saoudiennes pourraient se voir attribuer un permis et commencer à conduire d'ici 2020.

### Consanguinité
Le mariage entre cousins du premier ou deuxième degré, en Arabie saoudite, est parmi les taux les plus élevés dans le monde, environ 35 %. Traditionnellement considérée comme un moyen de « sécuriser les relations entre les tribus et la préservation de la fortune de la famille », la pratique a été citée comme un facteur dans les taux plus élevés de maladies génétiques sévères comme la mucoviscidose (fibrose kystique), les maladies du sang, le diabète de type 2 (qui affecte environ 32 % des adultes saoudiens), l'hypertension (qui affecte 33 %), la thalassémie, la drépanocytose, l'amyotrophie spinale, la surdité et le mutisme,. Neal Asbury (ar) a écrit sur un site web nommé To The Point que : « Cela a conduit récemment des théologiens wahhabites à conseiller préventivement aux jeunes hommes de « choisir soigneusement une femme avec une attention toute particulière sur la santé »[réf. nécessaire] »

## Économie

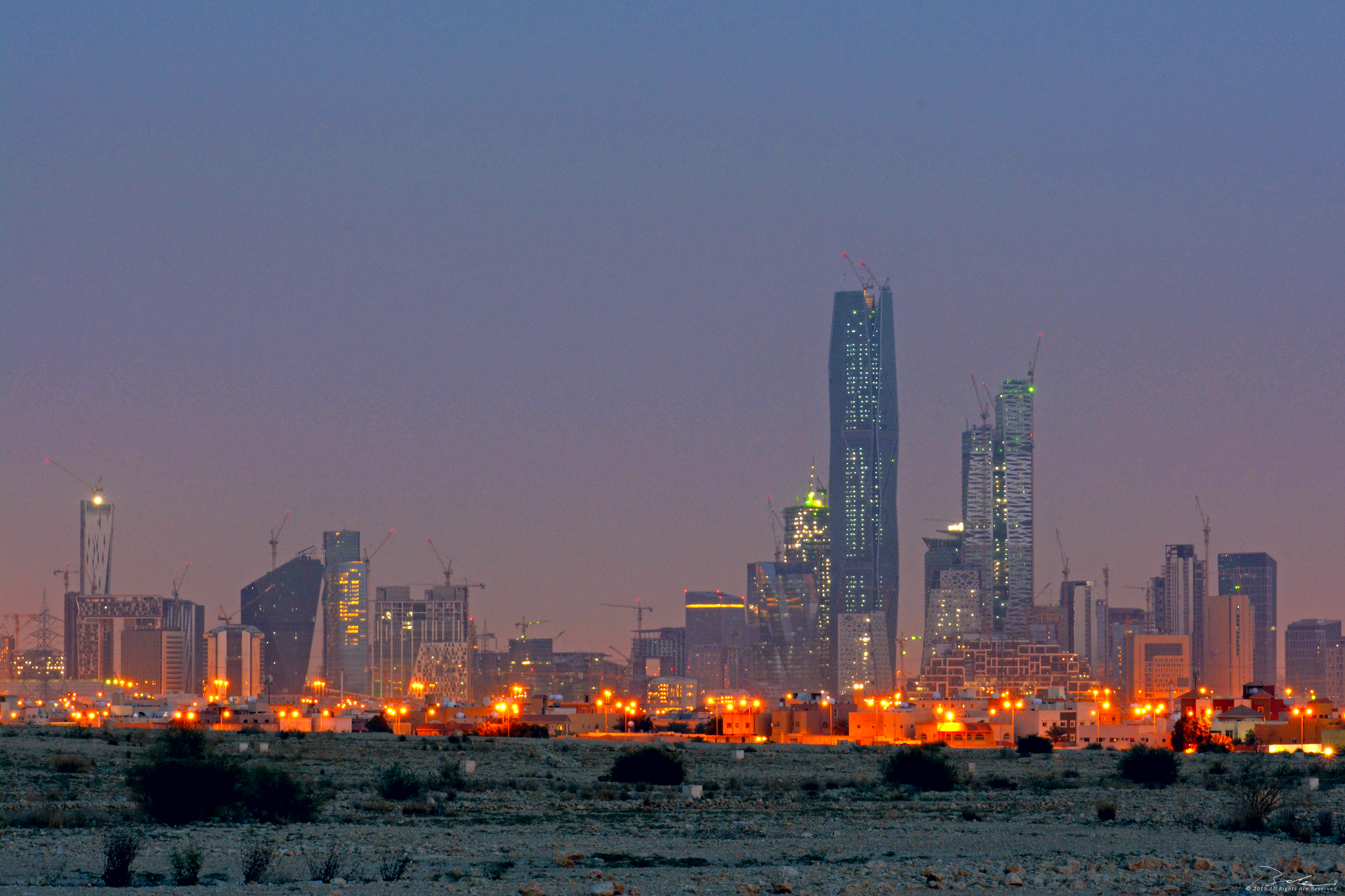
PIF Tower.

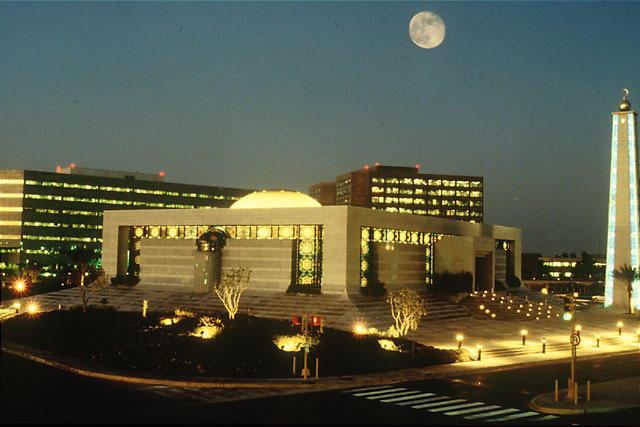
Siège de Saudi Aramco (arrière-plan) à Dhahran.

En 2018, l'Arabie saoudite était la 18e plus grande économie du monde (PIB nominal) et la 6e d'Asie. C'est également la première économie du monde arabe. En 2024, le pays est classé en 47e position pour l'indice mondial de l'innovation.

### Industrie pétrolière
L'Arabie saoudite est membre de l'OPEP et sa compagnie nationale Saudi Aramco est la première productrice mondiale de pétrole. Le pays a dominé le palmarès des producteurs OPEP pendant la décennie 2010. En 2012, les revenus des exportations pétrolières (pétrole brut et dérivés) atteignent leur pic historique à hauteur de 337 milliards de dollars. Aussi le krach sur le cours du baril qui passe de 127 $ fin 2014 à 30 $ en janvier 2016, a mis le budget 2015 en déficit de 98 milliards €, celui de 2016 étant estimé à 84 milliards €. En 2017, les revenus pétroliers chutent à 170 milliards de $. En 2018, le pétrole représente 31 % du PIB et 79 % des recettes d'exportations, l'activité économique non-pétrolière du pays reste fortement tributaire des dépenses publiques, ces dernières corrélées aux cours du pétrole. Entre 2010 et 2019, la part des revenus pétroliers sur l'ensemble des revenus chutent de 90 % à 65%.
L'exploitation et l'exportation du pétrole ont fortement développé l'activité économique de la côte nord-est du pays, autour de Dammam, Khobar et Dhahran avec le port d'Al-Jubayl, ainsi que la côte sur la mer Rouge (Djeddah, Yanbu).

### Industrie chimique
L'industrie chimique est le 2e secteur économique du pays dans les exportations, avec 62 milliards de dollars de revenus générés en 2018 l’Arabie saoudite se positionne comme le plus grand producteur de la région et le 10e exportateur mondiale de produit chimique d'après la GPCA (en). SABIC, La plus importante entreprise saoudienne dans le domaine de la chimie, a été classé 4e mondial dans le C&EN's Global Top 50 chemical companies of 2018.

### Tourisme religieux
Le pèlerinage du Hajj et de la Omra représentent la 3e plus importante source extérieure de revenus (derrière les exportations de pétrole et de produits chimiques), elle rapporterait (en temps normal) 12 milliards de dollars de revenus annuels.

### Composition des exportations

La géographie du Royaume saoudien le relie au triangle du pétrole et à l'exploitation des régions pétrolifères au Moyen-Orient.

The Atlas of Economic Complexity
| Type de produits                                          | Exportations en 2008 | Exportations en 2008 | Exportations en 2018 | Exportations en 2018 |
| Type de produits                                          | Composition (%)      | Valeur marchande ($) | Composition (%)      | Valeur marchande ($) |
| --------------------------------------------------------- | -------------------- | -------------------- | -------------------- | -------------------- |
| Minéraux combustibles (pétrole brute, raffiné, liquéfié…) | 88,99                | 360 milliards        | 68,08                | 172 milliards        |
| Chimiques                                                 | 4,89                 | 19,7 milliards       | 16,93                | 42,9 milliards       |
| Services                                                  | 2,32                 | 9,37 milliards       | 7,76                 | 19,7 milliards       |
| Métaux (non-précieux)                                     | 0,76                 | 3,07 milliards       | 2,24                 | 5,67 milliards       |
| Agricoles                                                 | 0,86                 | 3,49 milliards       | 1,69                 | 4,29 milliards       |
| Équipements de Transports                                 | 0,94                 | 3,81 milliards       | 1,26                 | 3,18 milliards       |
| Machines                                                  | 0,32                 | 1,28 milliard        | 0,63                 | 1,6 milliard         |
| Pierres (métaux précieux, verreries, céramiques…)         | 0,32                 | 1,31 milliard        | 0,63                 | 1,53 milliard        |
| Électroniques                                             | 0,36                 | 1,45 milliard        | 0,36                 | 903 millions         |
| Textiles                                                  | 0,17                 | 696 millions         | 0,30                 | 754 millions         |

#### Composition sectorielle du PIB
| Secteur    | Valeur (%) | Valeur (%) |
| Secteur    | 2010       | 2019       |
| ---------- | ---------- | ---------- |
| Primaire   | 2,6        | 2,2        |
| Secondaire | 58,4       | 47,4       |
| Tertiaire  | 39,2       | 50,4       |

### Stratégie de diversification
Pour diversifier son économie l'Arabie saoudite mise sur le secteur des énergies non carbonées, avec un plan de 100 milliards de dollars pour construire 16 réacteurs nucléaires d'ici 2030, et sur l'énergie solaire avec 100 autres milliards pour construire 41 gigawatts de panneaux photovoltaïques en plein désert équivalent en énergie à 25 réacteurs nucléaires.
En 2016, afin de réduire la dépendance de l'économie saoudienne vis-à-vis du pétrole, le prince Mohammed ben Salmane annonce une série de mesures dans le cadre d'un grand programme baptisé Vision 2030, qui prévoit la baisse des subventions, de nouvelles taxes, et la création d'un fonds souverain à partir des recettes de la vente de 5 % du capital de Saudi Aramco.
Sur le modèle des fonds norvégiens ou qataris, ce fonds d'environ 2 000 milliards de dollars serait chargé d'effectuer des investissements à l'étranger dans différents secteurs comme la technologie, les transports, l'industrie ou l'immobilier, afin de diversifier les recettes et de préparer l'après pétrole. Parmi les premiers investissements importants, une levée de 3,5 milliards de dollars pour l'entreprise Uber permet au dirigeant du fonds Yasir Al Rumayyan d'entrer au conseil d’administration de l'entreprise californienne.
Dans le chantier destiné à diversifier son secteur énergétique, et plus largement son économie, l’Arabie saoudite affiche l'objectif de produire 10 % de son électricité à partir de sources d’énergies renouvelables en 2023 et d'en exporter les technologies.
En mars 2018, l'Arabie saoudite et le groupe japonais SoftBank Group signent un partenariat visant à développer un méga-projet solaire dans le royaume avec l'objectif de construire 200 GW de capacité d'ici 2030.

### Pauvreté
Les estimations du nombre de Saoudiens vivant en dessous du seuil de pauvreté se situent entre 12,7 % et 25 % de la population. Les rapports de presse privés et les estimations pour 2013 suggèrent que « entre deux et quatre millions » de Saoudiens de souche vivent avec un revenu « inférieur à 530 dollars par mois » – environ 17 dollars par jour – considéré comme le seuil de pauvreté en Arabie Saoudite. À l'inverse, la fortune personnelle du roi Abdallah est évaluée par le magazine Forbes à 18 milliards de dollars.

### Travailleurs étrangers
Le pays compte environ six millions d'immigrés bénéficiant de peu de droits.
Les travailleurs étrangers constituent environ 30 % de la population du pays en 2011 pour 53,3 % de sa population active courant année 2013. Elle représente 6 003 616 travailleurs employés (53,4 %) en comparaison aux 4 631 117 travailleurs saoudiens employés (46,6 %).

## Principales villes
| Ville     | Population | Remarques                                                               | Illustration                              |
| --------- | ---------- | ----------------------------------------------------------------------- | ----------------------------------------- |
| Riyad     | 5 700 000  | - Capitale du royaume d’Arabie saoudite - Ville la plus peuplée du pays |                                           |
| Djeddah   | 3 400 000  | - Deuxième plus grande ville - Capitale économique du pays              | Rue du Roi Abdullah                       |
| La Mecque | 1 700 000  | - Ville sainte la plus sacrée de l'islam                                | La Macque                                 |
| Médine    | 1 100 000  | - Deuxième ville sainte de l'islam                                      | La mosquée du Prophète (Masjid al-Nabawi) |

En projet : Knowledge Economic City Al MAdinah (en).

## Science
La recherche scientifique est organisée et coordonnée au niveau national par la KACST (en).
Une stratégie nationale pour le développement de la science, de l'innovation et de la technologie dans le royaume a été mise en place en 2006, elle a pour ambition de transformer l'économie saoudienne en une économie fondée sur la connaissance et compétitive au niveau mondial.
Cette vision est échelonnée en quatre plans quinquennaux :
1. Le premier plan constituait en l’établissement d'une infrastructure solide pour la science, la technologie et l'innovation (2006-2011).
2. Le deuxième plan vise à placer le pays aux premiers rangs de la région dans ces domaines (2011-2015).
3. Le troisième à placer le pays au niveau des pays développés d'Asie (2015-2020).
4. Le quatrième plan à placer le royaume au niveau des pays les plus avancés au monde (2020-2025).

La production scientifique saoudienne, bien qu'historiquement faible, est entrée dans une phase de croissance rapide depuis 2008.
Cela est dû non seulement à une stratégie visant à augmenter le niveau de collaboration avec les institutions de recherche les plus renommées au monde via une collaboration internationale universitaire accrue et l'ouverture de plusieurs centres de recherche commun (voir JCEP), mais également à une augmentation des fonds financiers alloués à la R&D dans le pays passant de 0,08 % du PIB en 2008 à près 1 % du PIB en 2014 selon les estimations de la revue Nature, pour un des secteurs R&D les plus efficients au monde en termes de rapport Qualité/Coût.
L'Arabie saoudite est citée dans le rapport Nature Publishing Index 2012 comme l'un des cinq pays à surveiller pour la croissance de leur publication scientifique dans la revue scientifique Nature, en 2013 le royaume est également cité dans un rapport de Thomson Reuters sur les performances scientifiques du G20 comme pays gagnant du poids dans le monde de la science.
À la suite de l'implémentation du plan Vision 2030, une révision du plan scientifique NSTIP (National Science, Technology and Innovation Policy) est mise en place, incluant notamment plusieurs programmes stratégiques d'investissement visant a augmenter les dépenses intérieure brute de R&D (DIRD) de 0,8 % en 2017 a 2,5 % en 2020.

### Institutions scientifiques de premier plan
King Abdulaziz City for Science and Technology
La KACST (en) est l'agence nationale scientifique saoudienne, elle dispose de 7 instituts regroupant 28 centres de recherche,.
King Abdullah University of Science and Technology
La KAUST est une université de recherche privée mixte internationale sise à Thuwal. Elle est inaugurée en 2009 avec une dotation gouvernementale de 20 milliards de $, l'institution est comparée à une nouvelle Maison de la sagesse. Elle figure à la 119e position du top 500 académique mondial dans le classement Nature Index 2020,, est classé premier mondial en citation par faculté depuis cinq années consécutives par le QS World University Rankings et fait partie des 10 meilleures universités de recherche de moins de 50 ans dans le monde,.
King Abdullah Petroleum Studies and Research Center
La KAPSARC (en) est une institution de recherche indépendante à but non lucratif spécialisée dans les politiques énergétiques. En 2020, elle est placée à la 13e position du classement 2019 Top Energy and Resource Policy Think Tanks.
King Abdullah International Medical Research Center’s
La KAIMRC est une institution de premier plan dans la recherche clinique et biomédicale en Arabie saoudite.
Elle dispose de nombreux laboratoires et centres de recherche dans le pays. L'organisation fait également office de coordinateur et partenaire au niveau national avec les départements de recherche clinique et biomédicale de deux autres institutions (MNG-HA et KSAU-HS).
En 2020, l'institution réalise la première étude mondiale sur le traitement du MERS.
Les publications scientifiques combinées de la KAIMRC avec la MNG-HA (Ministry of National Guard - Health Affairs) et la KSAU-HS (King Saud bin Abdulaziz University for Health Sciences) auraient augmenté de 300 % entre 2015 et 2019 selon un rapport de l'institution.
King Faisal Specialist Hospital & Research Centre
Le KFSH&RC (en) est un établissement médical tertiaire et de recherche situé à Riyadh. Cet hôpital est régulièrement reconnu au niveau international pour l'excellence de ses soins, et est le centre national de référence de recherche dans les domaines de l'oncologie, de la transplantation d'organes, des maladies cardiovasculaires ou encore des maladies génétiques,.
En 2014, son service de radio-oncologie accueille le premier laboratoire actif de la région du Moyen-Orient offrant des services de calibrage de dose délivrée pour thérapies à rayonnements[pas clair] ionisant.
L'établissement est classé en 1re position dans le monde arabe et en 4e position au Moyen-Orient dans la catégorie médicale du classement scientifique SCImago Institutions Rankings (SIR) (en) pour l'année 2020,.

### Publication scientifique
Selon l'indice de mesure scientifique SCImago, l'Arabie saoudite se situe en 2020 à la 25e position par rapport au nombre d'articles publiés et à la 24e position par rapport au nombre de citations d'articles, au Moyen-Orient le royaume figure à la 3e position derrière l'Iran et la Turquie en nombre d'articles publiés (mais en 2e position en nombre de citations d'articles).
En 2020, l'Arabie saoudite est particulièrement active (en nombres d'articles publiés) dans les domaines du Génie chimique (18e position), de la Chimie (17e position), de l'Informatique (21e position), de l'Odontologie (10e position), de l'Énergie (18e position), de l'Ingénierie (21e position), de la Science des matériaux (19e position), des Mathématiques (18e position), de la science Interdisciplinaire (19e position), de la Pharmacologie, Toxicologie et Pharmacotechnie (18e position), de la Physique et de la Astronomie (22e position)
Dans le classement Nature Index 2020 dédié a la recherche de haute qualité le pays figure à la 29e position, la KAUST contribuant à hauteur de 78 % au classement du pays.
Selon des données issue de Web of Science, l'Arabie saoudite aurait réalisé un bond spectaculaire dans la publication d'articles scientifiques dans le domaine des nanotechnologies passant de 44 à 5 604 articles publiés sur base annuelle entre 2008 et 2020.

### Innovation
Selon l'OMPI 9 782 brevets ont été déposés par des personnes ou organisations résidents ou basées en Arabie saoudite pour l'année 2020, plaçant ce pays à la 24e position mondiale (comparativement à la 49e position en 2008 avec 614 brevets déposés). Les trois institutions saoudiennes ayant déposé le plus de brevets internationaux (a travers le système PCT) en 2019 sont :
- Saudi Aramco figurant à la 52e position au rang global dans le classement Top PCT Applicants avec 439 brevets déposés[239],[240].
- SABIC figurant à la 98e position au rang global dans le classement Top PCT Applicants avec 259 brevets déposés[239].
- La KAUST figurant à la 227e position au rang global mais également à la 11e position mondiale dans le classement dédié aux institutions éducatives avec 123 brevets déposés (classement Top PCT Applicants)[241].

D’après Statnano, l'Arabie saoudite était en 2019 le 11e pays le plus innovant dans les nanotechnologies.

#### Parcs scientifiques
- Dhahran Techno Valley[243]
- Riyadh Techno Valley[244]
- KAUST’s Research & Technology Park[245]
- Makkah Techno Valley[246]
- KAIMRC Medical Biotechnology Park[247],[248]

## Démographie

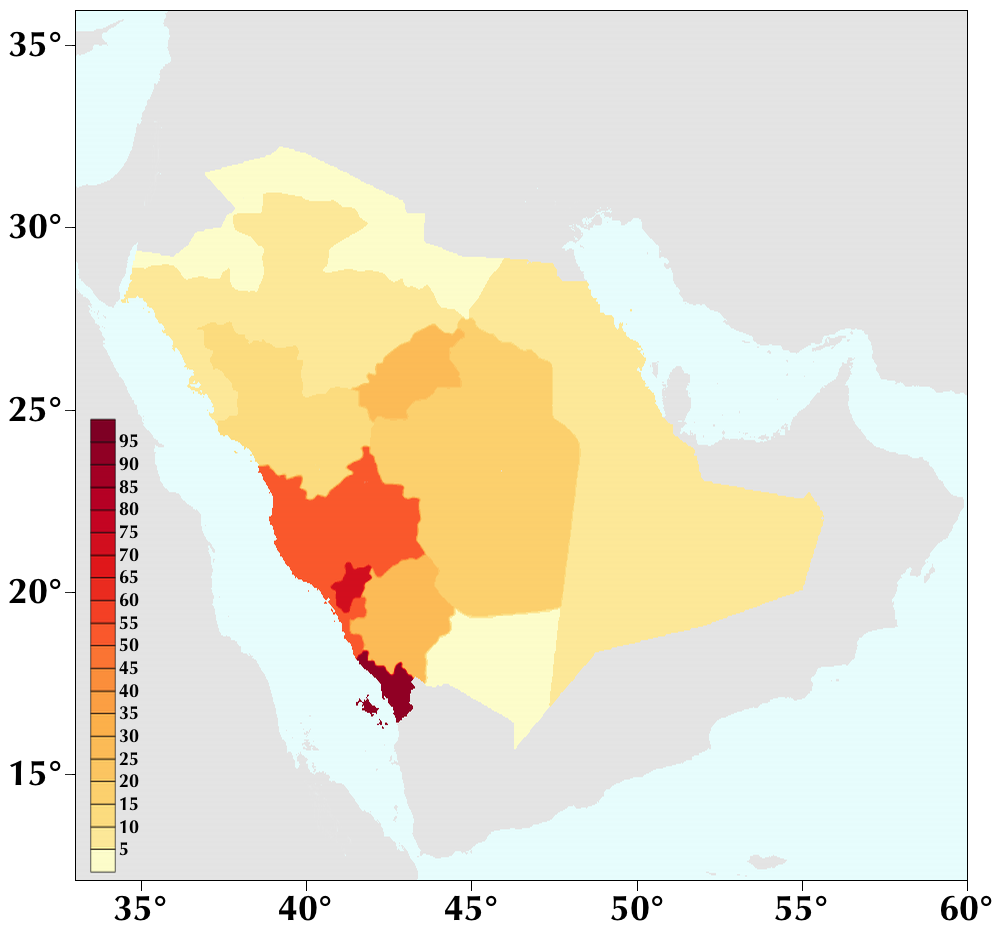
Densité de population en Arabie saoudite (/km).

D'après le Département central des statistiques et de l'information, la population du pays s'élève à 33 413 660 habitants en 2017 dont environ 38 % d'étrangers. La croissance démographique annuelle est de 2,46 %,.
La population est très jeune car 75 % des Saoudiens sont âgés de moins de 30 ans.
Les travailleurs immigrés non arabes viennent principalement du Bangladesh, du Pakistan, des Philippines, d'Inde et d'Indonésie.

### La population étrangère résidant en Arabie saoudite
Le Département Central des Statistiques et de l'Information d'Arabie saoudite estime la population étrangère à la fin de l'année 2016 à 38 % (12,6 millions). Le CIA Factbook estime qu'à compter de 2013 les ressortissants étrangers vivant en Arabie saoudite représentent environ 21 % de la population. D'autres sources donnent diverses estimations ; Indiens : 1,3 million ; Pakistanais : 1,5 million; Égyptiens : 900 000 ; Yéménites : 800 000 ; Bangalais : 500 000 ; Philippins : 500 000 ; Jordaniens et Palestiniens : 260 000 ; Indonésiens : 250 000 ; Sri Lankais : 350 000 ; Soudanais : 250 000 ; Syriens : 100 000 et Turcs : 100 000. Il y a environ 100 000 Occidentaux en Arabie saoudite, dont la plupart vivent dans des compounds (en) ou des gated communities.
Les musulmans étrangers qui ont résidé dans le royaume pendant dix ans peuvent être naturalisés. La priorité est donnée aux titulaires de diplômes dans divers domaines scientifiques, à l'exclusion des Palestiniens à moins qu'ils ne soient mariés à un ressortissant Saoudien, en raison des instructions de la Ligue arabe défendant aux États arabes de leur octroyer la nationalité. L'Arabie saoudite n'est pas signataire de la Convention des Nations unies sur les réfugiés de 1951.
Compte tenu de l'accroissement démographique saoudien et, en parallèle, de la stagnation des revenus du pétrole, la pression pour la « saoudisation » (le remplacement de travailleurs étrangers par des Saoudiens) de l'emploi croît, de sorte que le gouvernement saoudien entend réduire le nombre de ressortissants étrangers dans le pays. L'Arabie saoudite a ainsi expulsé 800 000 Yéménites en 1990-1991 et a construit une barrière entre l'Arabie saoudite et le Yémen (en) face à l'afflux d'immigrants illégaux et contre la contrebande de drogue et d'armes. En novembre 2013, l'Arabie saoudite a expulsé des milliers de clandestins éthiopiens résidant dans le royaume. Différentes organisations de Droits de l'Homme ont critiqué l'Arabie saoudite quant à l'instrumentalisation de la question. Plus de 500 000 travailleurs migrants sans papiers (en), principalement en provenance de Somalie, d'Éthiopie et du Yémen — ont été arrêtés et expulsés depuis 2013.

## Processus de sédentarisation
Jusque dans les années 1960, la majorité de la population était nomade. Du fait de la croissance du niveau de vie, 95 % de la population a aujourd'hui un mode de vie sédentaire.[réf. nécessaire]

### Installation de villages pour les semi-nomades entre 1992 et le début des années 2000
Ces installations ont lieu dans les régions de La Mecque et de Djeddah, en Arabie saoudite:5.
En 1992, compte tenu de la situation de nomades très pauvres, vivant dans le désert et qui devaient faire face à des problèmes sévères de famine et de santé, le prince Majid ben Abdelaziz Al Saoud et ses conseillers, Zaki et Fayez Mandoura ont imaginé la création de villages pour répondre aux besoins sociaux de base de cette population.
Ce programme avait été conçu au départ pour loger une population très pauvre (plus de 8 000 personnes), dispersée dans des zones désertes au sud de La Mecque et au Nord de Djeddah. Il s'agissait de construire 1 154 maisons, 11 écoles, 25 mosquées, quatre centres de soins médicaux, trois halls de marché et deux puits. Le programme devait à terme donner des conditions de vie moins précarisées à plus de 55 000 semi-nomades.
Le programme a commencé en 1993. Les constructions étaient faites de roches volcaniques locales, par des maçons et des travailleurs non qualifiés des communes proches sous la supervision de deux ingénieurs et d'un architecte.
La première phase permit de construire 560 maisons avec quatre mosquées, quatre lieux de prières, quatre écoles de garçons, trois de filles, un puits et un réservoir d'eau dans une période de trois ans.
La seconde phase a commencé en 1996 et fut accompagnée d'une organisation de programme social pour le bien-être de ces personnes et leur permettre d'être auto-suffisantes par l'élevage de volailles, la fabrication de paniers, le tissage, la couture, l'artisanat et les soins de santé et aux enfants. De nombreuses conférences ont été mises en place à ce sujet avec les professeurs de l'université du roi Abdulaziz à Jeddah et à celle de l'université Oumm al-Qura à la Mecque.
Au début des années 2000, environ 10 % de la population semi-nomade de la région du Hedjaz a pu bénéficier d'abris de base.
Le principe était de fournir des constructions et des équipements de base afin d'avoir des abris très économiques avec un minimum de confort. Il s'agissait aussi de faire un maximum avec un minimum de coûts. Pour cela, l'architecte a décidé d'utiliser les matériaux à disposition et a adapté les techniques de construction à ces matériaux.

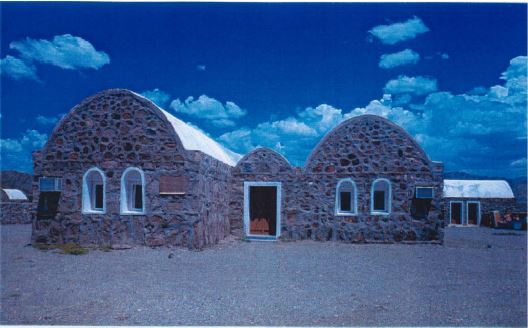
Centre de santé et de soins
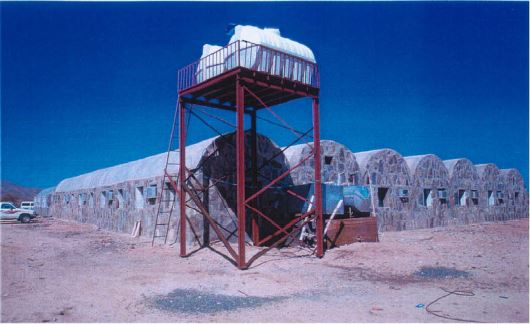
École avec son réservoir d'eau
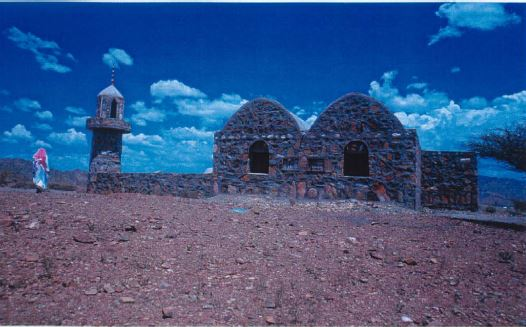
Petite mosquée
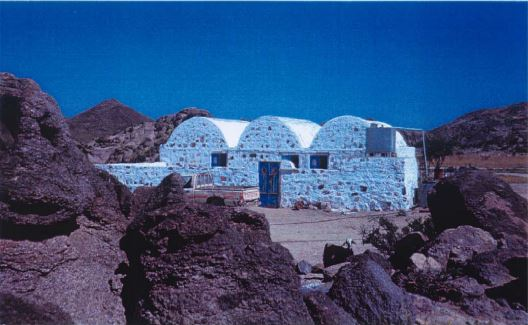
Habitations peintes à la chaux
- Partie du plan du projet des architectes

En 2000, le prince Majid a été remplacé en tant que gouverneur de la Mecque par son plus jeune frère, Majid ben Abdulaziz Al Saoud (décédé en avril 2003) qui a semblé moins intéressé par le projet. D'autres changements sont intervenus dans la structure administrative de la société caritative qui se dénomme depuis le 26 avril 2006 : The Society of Majid Bin Abdulaziz for Development and Social Services. Le conseil d'administration est dirigé par le prince Mashal ben Madjid ben Abdulaziz. Le directeur général est M. Hammam K. Zare.
Les constructions de maisons en pierre de ce projet, dans les régions désertiques autour de la Mecque, ont été arrêtées.
Les différents programmes de l'actuelle fondation semblent majoritairement tournés vers les filles et jeunes filles pauvres et un programme de développement de villages y apparaît depuis 2009.

## Transports

### Transport routier
Voies terrestres :
total = 152 044 km, se répartissant en :
- voies revêtues : 45 461 km ;
- voies non revêtues : 106 583 km (2000).

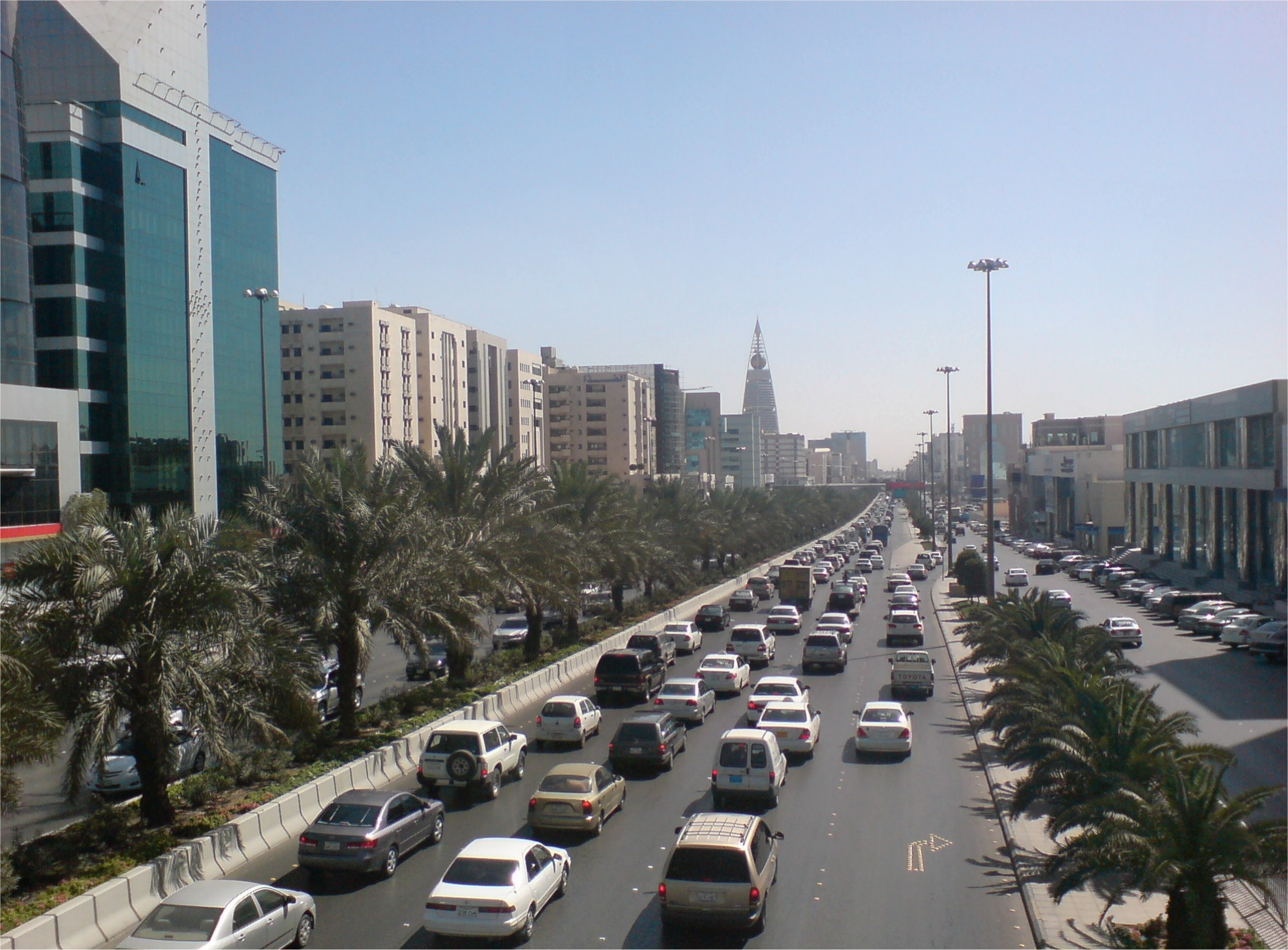
Riyad.

Les routes et les rues sont construites de manière à résister à l'action du soleil, du sable, du vent.
Les zones rurales offrent de petites routes, à deux voies.
Les autoroutes urbaines sont anciennes et bien entretenues[réf. nécessaire].
Les autoroutes inter-urbaines sont en très bon état, en extension[réf. nécessaire].
Les voies (auto)routières les plus importantes sont :
- Dammam - Hadriya Abu - Ras Tanura (257 km) ;
- Khaybar - Al Ola (175 km) ;
- La Mecque - Médine (421 km) ;
- Riyad - Dammam (383 km) ;
- Riyad - Sédir - Al Qasim (317 km) ;
- Riyad - Taëf (750 km) ;
- Taëf - Jizan (750 km) - Abha ;
- Médine - Autoroute de Tabuk (680 km) ;
- Djeddah - Leith Al (Jizan) (775 km) ;
- Djeddah - La Mecque (80 km).

### Transport ferroviaire
L'entreprise qui gère le transport ferroviaire en Arabie saoudite est la Saudi Railways Organization (en) (SRO), entreprise publique créée en 1949. Ce domaine employait environ 3 500 personnes en 2008.
Le réseau compte environ 1 800 km de voies ferrées. Les deux principales lignes ferroviaires du réseau relient Dammam et Riyad, l'une affectée au fret est longue de 556 km, l'autre au transport de voyageurs est plus courte avec 449 km.
Depuis le 11 octobre 2018, la LGV Haramain, ligne de train à grande vitesse, relie La Mecque à Médine via Djeddah et est la première ligne électrifiée du pays.
Une ligne de 945 km, la Saudi Landbridge qui doit relier Riyad à Djeddah, à ces deux premiers tronçons et connecter ainsi la mer Rouge au golfe Persique est en projet.[réf. nécessaire]
L'Arabie saoudite prend également une part importante dans le projet de la Gulf Railway, une ligne ferroviaire longeant les côtes occidentales du golfe Persique, et impliquant les cinq autres États du Conseil de coopération du Golfe. Cette ligne, qui doit être mise en service en 2017, doit relier entre elles toutes les capitales et autres villes importantes de la région, allant de Koweït (depuis la frontière irako-koweïtienne) à Mascate. La finalisation de la ligne ferroviaire Gulf Railway a été reportée en 2020-2021, puis 2025, sa longueur totale sera de 2 117 km dont 663 km dans le territoire saoudien.

### Transport aérien
L'Arabie saoudite dispose de 36 infrastructures aéroportuaires dont quatre aéroports internationaux situés respectivement à Riyad (aéroport international du roi Khaled), Dammam (aéroport international du roi Fahd), Djeddah (aéroport international Roi-Abdelaziz) et Médine (aéroport international Prince Mohammad Bin Abdulaziz). Les deux premiers cités étant classés parmi les plus grands aéroports du monde[réf. nécessaire].

## Langues
La langue officielle est l'arabe, mais il diffère sensiblement de celui parlé en Syrie ou en Irak, bien que certains dialectes régionaux du pays partagent la moitié de leurs lexiques avec quelques parlers bédouins d'Afrique du Nord ou du Moyen-Orient. L'anglais est très courant. C'est la langue de l'élite et des affaires. Au moins 15 % des Saoudiens parleraient l'anglais en seconde langue, surtout les plus jeunes. Le farsi, ou persan, est parlé surtout en seconde langue dans la région du nord-est, la région de Dhahran, et vers la frontière avec le Bahreïn, où vit une forte communauté chiite.
Le farsi serait aussi la seconde langue de nombreux musulmans sunnites, qui souvent, ont des liens avec l'Iran, ou font du commerce avec ce pays. De facto, le farsi est la seconde langue étrangère dans le pays, après l'anglais[réf. nécessaire].

## Sports
Le 29 juillet 2020, l'Arabie saoudite annonce le lancement de l'Académie des sports Mahd en France. Elle a pour but de découvrir de jeunes talents, capables d'incarner à terme une nouvelle « génération dorée ». Des footballeurs en herbe formés sur le sol français ont alors l'occasion de rejoindre des clubs avec un sponsor saoudien. En outre, l’objectif de l’académie est de permettre au royaume du Golfe de briller aux niveaux national et international dans le domaine sportif.
Certains appelent les sportifs à boycotter des compétitions en Arabie saoudite afin de faire pression sur le gouvernement. Ainsi, le 14 octobre 2020, Lina al-Hathloul, sœur de la principale militante saoudienne Loujain al-Hathloul, actuellement[C'est-à-dire ?] emprisonnée (octobre 2020), avait demandé aux golfeuses du Ladies European Tour de boycotter l'événement en Arabie saoudite, de façon que le gouvernent ne puisse utiliser le sport pour s'attacher une réputation de pays progressiste. Lina al-Hathloul a lancé un appel aux golfeuses : « N'allez pas en Arabie Saoudite, n'aidez pas ce régime barbare à blanchir sa réputation par votre excellence. Soyez solidaire des militants des droits des femmes. Boycottez les événements du Ladies European Tour en Arabie saoudite ».
Le 5 janvier 2021, des défenseurs des droits de l'homme ont appelé au boycott du Rallye Dakar pour critiquer le « sportswashing » du royaume conservateur d'Arabie saoudite alors que la militante des droits des femmes était toujours en prison. La controverse se poursuit en 2022 à l'occasion du tournoi de golf LIV,,. De plus, Greg Norman, le patron de LIV Golf, a affirmé que Tiger Woods, un golfeur professionnel américain, avait rejeté une offre de 700 à 800 millions de dollars à jouer dans la série de golf LIV financée par l'Arabie saoudite. Et les critiques affirment que le LIV est une tactique utilisée par le gouvernement saoudien pour détourner l'attention des abus continus et flagrants des droits de l'homme à Riyad ainsi que des liens avec les attaques terroristes du 11 septembre,,.
En 2021, l'Arabie saoudite accueille son tout premier Grand-Prix de Formule 1 dans la ville de Djeddah, pendant l'avant dernière manche du championnat du championnat du monde de Formule 1 où les protagonistes Lewis Hamilton et Max Verstappen qui se sont battus jusqu'aux trois derniers tours de course. Et en 2022, le Grand-Prix de Djeddah était la deuxième manche du championnat du monde de F1, voyant le combat entre Max Verstappen et Charles Leclerc, et sera au calendrier de la F1, pour l'année 2023.
En juillet 2022, Le Monde a publié que l'Arabie saoudite et d'autres pays du Golfe ont été utilisés par e-sport comme un outil de « soft power ». Ils ont été massivement investis dans des sports électroniques. Aussi, MBS a investi dans des sociétés de jeux vidéo comme SNK, Electronic Arts et Activision Blizzard. De plus, en septembre 2022, L’Orient-Le Jour a publié que tous des milliards de dollars d'investissements faisaient partie du projet « Vision 2030 », pour restaurer l’image du royaume brutal, qui est encore terni par les violations des droits de l’homme ces dernières années. En outre, en janvier 2022, une organisation, Savvy Gaming Group, a été lancé par le riche fonds souverain saoudien, pour développer le secteur des jeux vidéo, ESL et FACEIT, pour 1,5 milliard de dollars.
Le 4 octobre 2022, le Conseil olympique d'Asie a annoncé que l'Arabie saoudite accueillera les Jeux asiatiques d'hiver de 2029 à Trojena. Cette décision prise à son assemblée générale à Phnom Penh. Cependant, les organisations non gouvernementales ont accusé que le MBS veut détourner l'attention internationale des violations des droits de l'homme dans le royaume, c'est pourquoi ces dernières années, les événements sportifs se sont multipliés en Arabie saoudite. En outre, en septembre 2022, selon un responsable égyptien, la Grèce, l'Égypte et l'Arabie saoudite avaient commencé des discussions sur une offre conjointe pour la Coupe du monde de football en 2030,.

## Religion

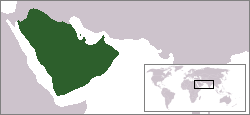
Territoire sacralisé par les musulmans qui se mettent en état d'ihram. Au moment de sa mort en 632, Mahomet avait réussi à réunir toute la péninsule arabique.

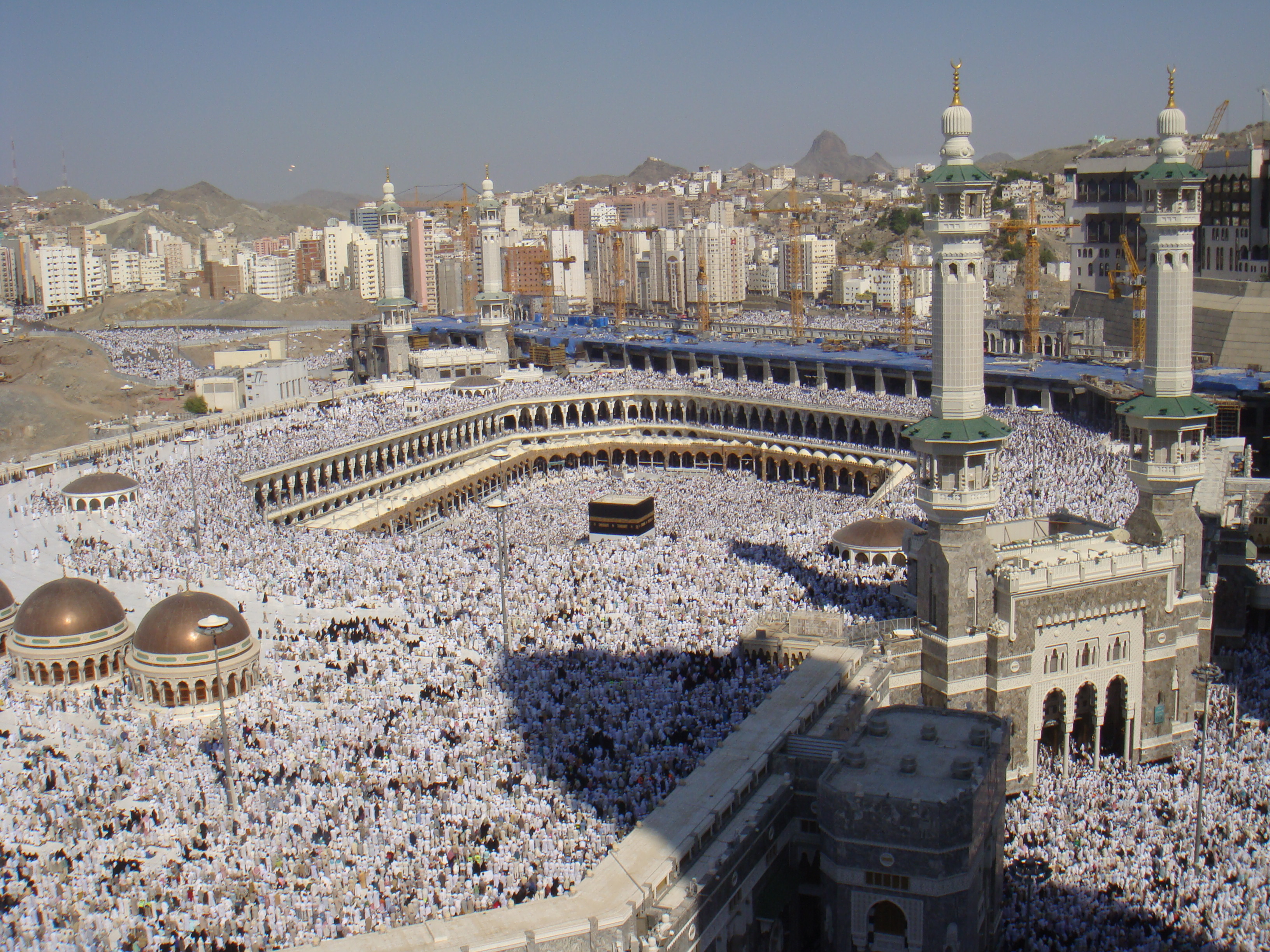
Mosquée al-Harâm avec au centre la Kaaba.

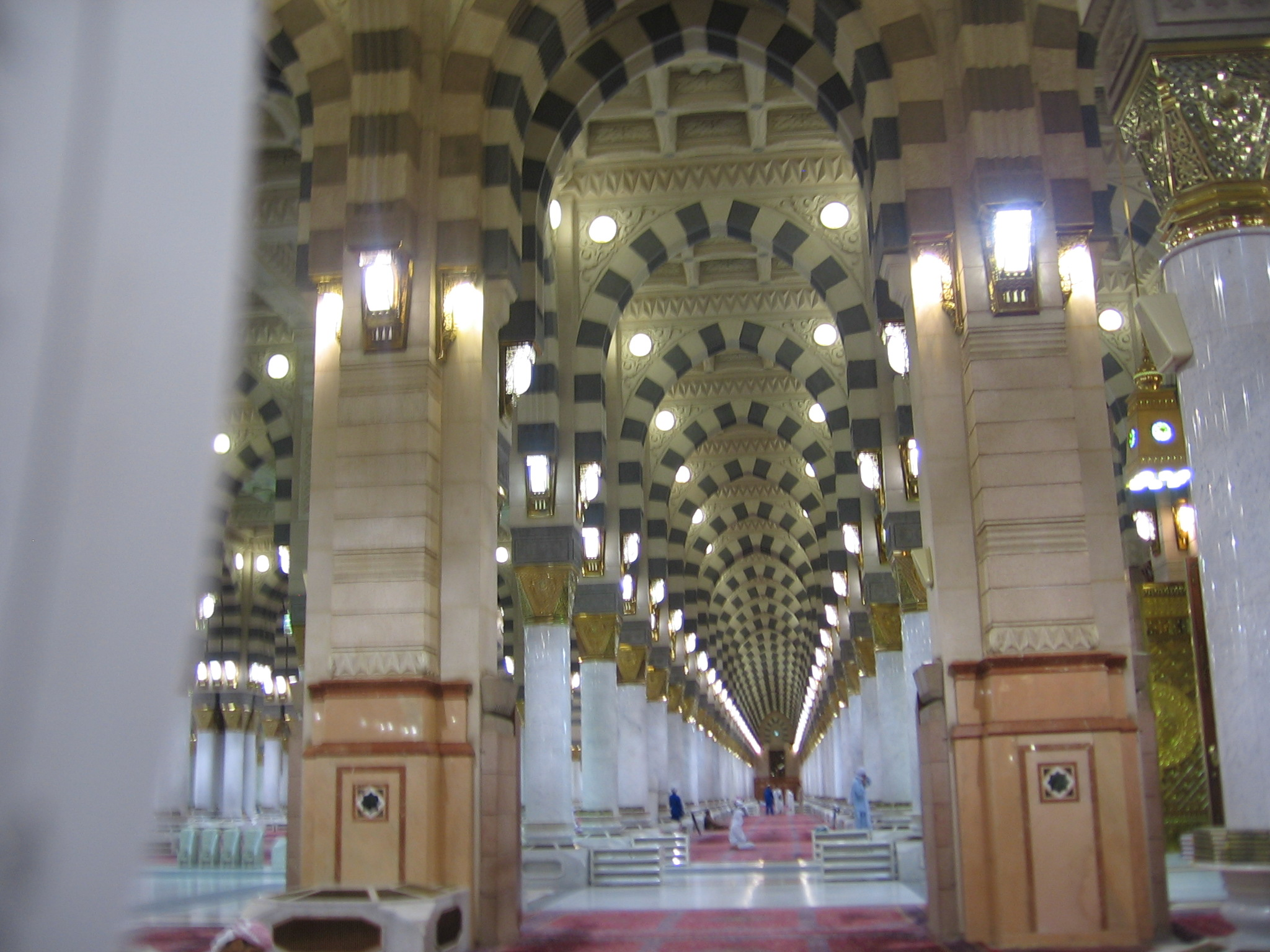
Mosquée du Prophète, à Médine.

L'islam sunnite hanbalite (connu pour son rigorisme) est déclaré religion d'État par les autorités saoudiennes qui démentent l'existence du wahhabisme (excommunié du sunnisme dès le milieu du XVIIIe siècle,,) dans le royaume,,. Les statistiques officielles font état de 100 % de sunnites parmi les musulmans.
Selon le Pew Research Center, en 2010, 93 % des habitants d'Arabie saoudite sont musulmans, alors que 4,4 % sont chrétiens, principalement catholiques (3,8 %), 1,1 % sont hindous, et 1,5 % de la population n'est pas affilié à une religion.

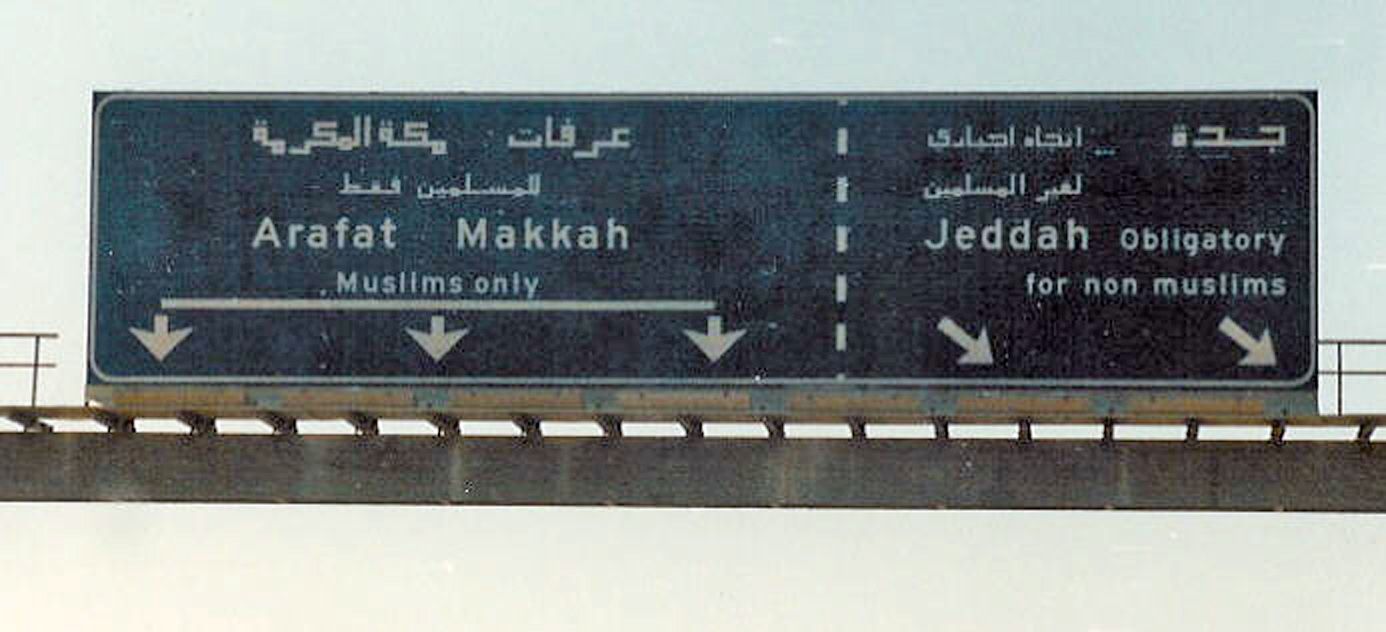
Comme l'indiquent ces panneaux de signalisation, La Mecque est interdite aux non musulmans.

Mais, dans les faits, le sunnisme ne serait pratiqué que par 85 à 90 % des Saoudiens, le reste professant le chiisme (principalement duodécimain),,, dont la pratique est tolérée dans la province orientale d'ach-Charqiya, et notamment dans la ville de Qatif. Perçus par le régime comme une cinquième colonne proche de l'ennemi iranien, la plupart des chiites sont, de plus, concentrés dans la région d'Al-Hassa qui recèle l'essentiel des ressources pétrolières du royaume. Une grande partie de ces Saoudiens chiites sont d'origine irakienne. Par ailleurs, une des estimations les plus détaillées de la population religieuse dans le Golfe Persique est celle de Mehrdad Izady qui estime, « en utilisant des critères culturels et non confessionnels », à environ 4 millions le nombre de wahhabites qui se concentrent en particulier dans la région centrale du Nejd.
L'Arabie saoudite abrite les deux plus importants lieux saints de l'islam :
- Mosquée al-Harâm, mosquée sacrée, située à La Mecque ;
- Mosquée du Prophète, située à Médine.

L'accès à ces deux villes reste rigoureusement interdit aux non-musulmans.
Il est à noter que l'ensemble du pays est sacralisé par les musulmans, qui se mettent en état d'irham. En effet, pour accomplir la dernière volonté de Mahomet qui aurait dit sur son lit de mort : « deux religions ne peuvent pas coexister en Arabie », le deuxième calife de l'islam, Omar ibn al-Khattab, a expulsé en son temps les juifs et les chrétiens de la péninsule arabique pour n'y laisser que les musulmans, considérés comme les seuls vrais adeptes de la religion d'Abraham. À la suite de la première guerre du Golfe (invasion du Koweït en 1990), Oussama ben Laden entre dans une vive polémique avec le roi Fahd à qui il reproche d'avoir autorisé les « infidèles » à « souiller le sol sacré » de l'Arabie saoudite en permettant à l'armée américaine d'y installer des bases.
Dans ce contexte, tout autre culte religieux non-musulman est formellement interdit, et la constitution du royaume ne connaît pas d'autre religion que l'islam. Une police religieuse, la Muttawa, qui dépend du Comité pour la promotion de la vertu et la prévention du vice, veille à la stricte application des préceptes wahhabites dans l'espace public. Toutefois, dans les faits, d'autres religions sont pratiquées dans un cadre privé. En effet, pour des raisons économiques, le pays fait appel à une importante immigration de travail ; principalement des travailleurs immigrés philippins de confession chrétienne (plus d'un million) et indiens de confession hindoue,. Au total, 30 % de la population serait non musulmane. Avant 1932 et la création de l'Arabie saoudite, il y avait des chrétiens locaux, au nord et au nord-est de l'actuelle Arabie saoudite : il s'agissait surtout de Chaldéens et de Nestoriens. Il y avait aussi des chrétiens grecs orthodoxes. Il y avait aussi de petites communautés chrétiennes à Najran, et dans l'Asir. Après 1932, les informations les concernant se firent rares, mais il semble avéré que certains partirent s'installer en Jordanie, Syrie, et Irak. D'autre part, de nombreux monastères et édifices religieux chrétiens furent alors rasés[réf. nécessaire]. On ignore si de nos jours il reste des chrétiens locaux dans le royaume, et quel est leur nombre.
Il y avait aussi autrefois des Juifs, dans ce qui constitue aujourd'hui l'Arabie saoudite. Le nombre de Juifs déclinera sensiblement après la création de l'Arabie saoudite, en 1932, et la création de l'État d’Israël. Il ne resterait plus de Juifs locaux de nos jours.
Le 13 février 2009, Abdallah, le successeur du roi Fahd, a annoncé des réformes d'ampleur tendant à dégager à terme le royaume de son idéologie d’État officielle, le wahhabisme, tout en gardant néanmoins cette même dénomination intacte sur le plan officiel. La Commission des Grands Oulémas, corps de savants religieux faisant autorité dans le pays, aura dorénavant 21 membres issus de courants divers du sunnisme (c'est-à-dire les écoles hanafite, malikite et shaféite), et non plus de la seule école hanbalite, connue pour son rigorisme. De même, le Conseil de la Shoura, sorte de corps législatif dénué cependant d’une pleine consécration de ses prérogatives judiciaires, inclura 5 chiites dans ce corps.
En 2013, le roi Abdallah a retiré aux officiers et agents de la police religieuse (accusée de commettre des abus) le pouvoir de procéder à des interrogatoires et d'engager des poursuites judiciaires. En 2016, son successeur, le roi Salmane, leur a retiré également le pouvoir d'arrêter ou détenir des personnes, de demander leurs cartes d'identité, et même de les suivre.

## Culture

### Éducation
L'éducation est gratuite à tous les niveaux. Le système scolaire est composé d'écoles élémentaires, intermédiaires et secondaires. Une grande partie du programme, à tous les niveaux, est consacrée à l'islam et, au niveau secondaire, les étudiants peuvent suivre une filière religieuse ou technique. Le taux d’alphabétisation est de 90,4 % chez les hommes et d’environ 81,3 % chez les femmes. Les classes sont séparées par sexe.
En 2018, l'Arabie saoudite se classait au 28e rang mondial en termes de résultats de recherche, selon la revue scientifique Nature.
L'École française internationale de Riyad enseigne de la maternelle au lycée.

### Nom patronymique
Dans la culture arabe, les hommes ou les femmes ne portent pas un patronyme mais un nom qui mentionne le nom des parents, des ancêtres, ou l'appartenance à une confédération.
- Exemple avec le nom de l'actuel souverain : Salman1 ben Abdelaziz2 Al Saoud3

no 1 : ceci est le prénom.
no 2 : en arabe, le préfixe ben ou bin signifie l'appartenance à une famille, exemple "Ben Saoud" qui est de la lignée des Saoud. Quant à ibn, il signifie "fils de" suivi du nom du père, exemple "Ibn Abdelaziz" ce qui signifie fils d'Abdelaziz. L'affiliation à la mère est également utilisée, à une fréquence moindre.
no 3 : ceci désigne la dynastie ou le nom d'une confédération à laquelle appartient l'individu.
Avec les femmes, le principe reste le même, sauf que la forme du préfixe diffère ; ainsi -
- Exemple avec le nom de la mère de l'actuel souverain : Hassa bent1 Ahmed Al Soudayri

no 1 : en arabe, le préfixe bent ou bint est l'équivalent du préfixe ben utilisé chez les hommes, et possède la même signification.
Ce mode d'appellation n'est pas propre à l'Arabie saoudite ou au Moyen-Orient ; il existe aussi en Afrique du Nord, bien qu'il soit de plus en plus abandonné en raison des changements patronymiques opérés par les Français lors de la colonisation.

### Tenue vestimentaire

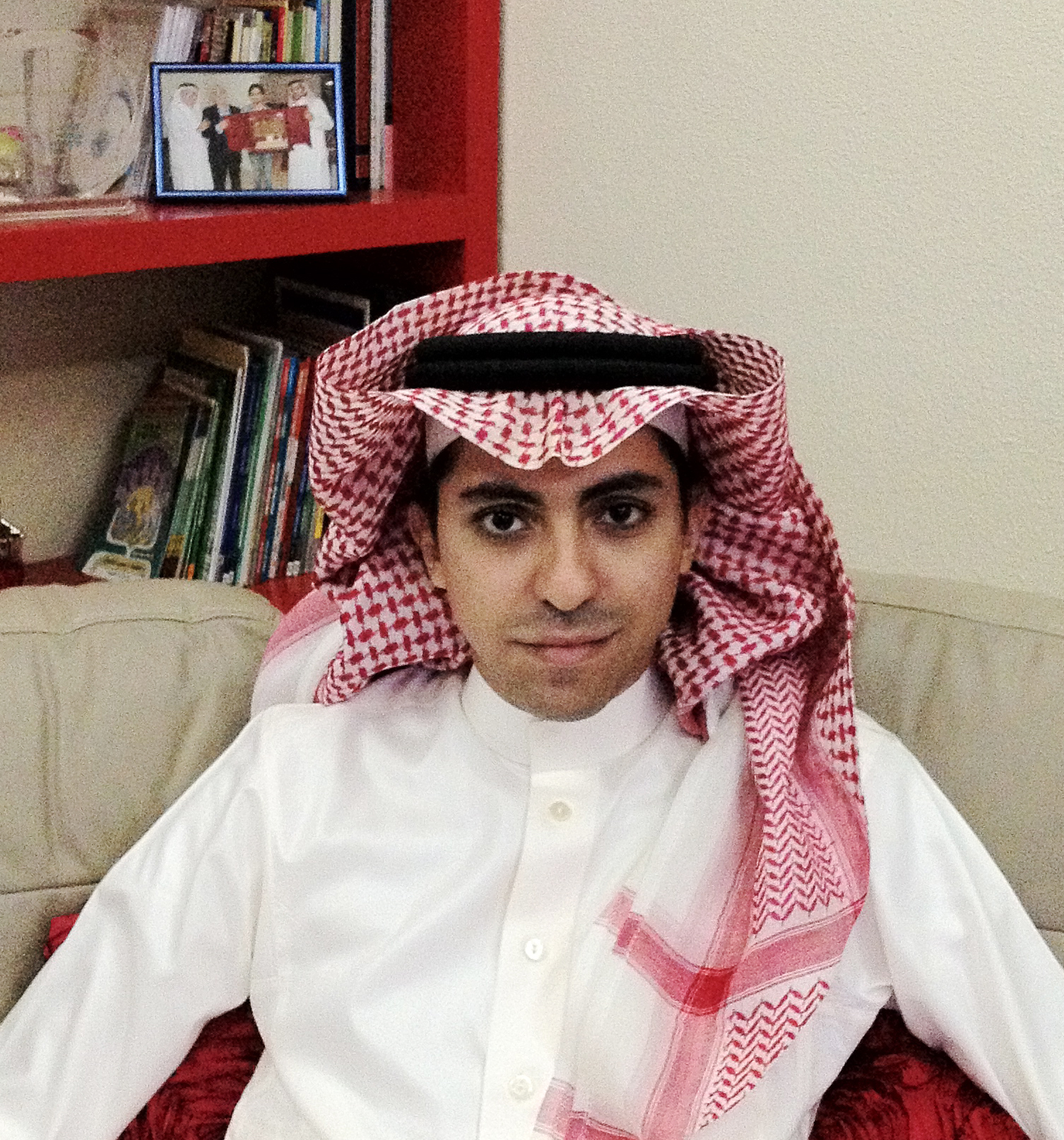
Le blogueur Raif Badawi en tenue traditionnelle : il porte un thawb blanc et est coiffé d'un shemagh rouge et blanc tenue par un agal noir.

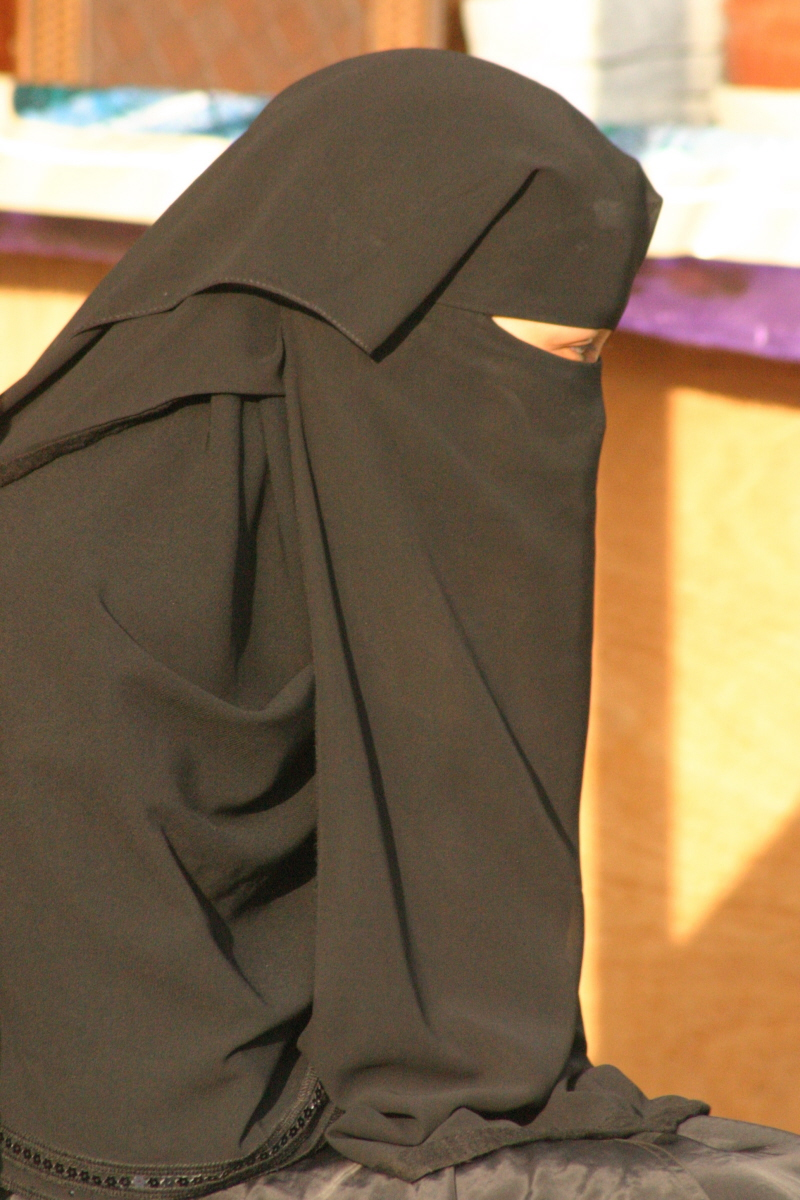
Une femme portant le niqab.

Le code vestimentaire en Arabie saoudite suit strictement les principes du hidjab (le principe islamique de la pudeur, en particulier dans la tenue vestimentaire). Les vêtements, larges, amples, vagues, couvrant au maximum, sont également adaptés au climat.
Traditionnellement, les hommes portent une chemise longue, couvrant jusqu’aux chevilles, en tissu de laine ou de coton (connu sous le nom dishdasha), avec une sorte de chèche (carré en coton à damiers maintenu en place par un agal) sur la tête. Pour les rares périodes de froid, les hommes portent en plus un manteau en poil de chameau (bisht).
Les femmes portent obligatoirement une abaya, ou des vêtements discrets, ou effacés, en public. Le non-respect de ces obligations vestimentaires peut être poursuivi par la police. En décembre 2016 encore, une femme est arrêtée pour avoir posté sur twitter des photos la montrant en jupe et les cheveux non couverts défiant de ce fait le code vestimentaire saoudien.
L'habit traditionnel des femmes est décoré de motifs tribaux, de pièces de monnaie, de paillettes, de fil métallique, et d’appliques.
- la shemagh (arabe : شماغ) : c'est une sorte de chèche carré fait de coton qui se plie à partir des extrémités. Il est souvent maintenu par un agal, un cordon en laine noire qui permet la stabilité de cette dernière, mais certaines personnes préfèrent la mettre sans, ce qui s'appelle la coiffe hamdaniya. Toutefois, elles se distinguent les unes des autres avec leurs motifs et leurs couleurs. En Jordanie, la shemagh a des couleurs d'usage sont le rouge et le blanc. En Palestine, on l'appelle le keffiyeh dont le noir et le blanc sont les couleurs de vigueur. Tandis qu'aux Émirats arabes unis, ce chèche se nomme une ghutra et est traditionnellement blanc uni.
- le agal (arabe : عقال) : c'est un cordon noir fait principalement de laine qui se pose sur les diverses sortes de chèches cité ci-dessus, afin de maintenir sa stabilité. Vers le XIXe siècle, ils étaient bien plus larges et épais.
- le thawb (arabe : ثوب) : c'est une longue robe principalement blanche ou noire portée par les musulmans, et était le vêtement préféré de Mahomet.
- le bisht (en) (arabe : بشت) : c'est une sorte de cape noire avec des bandes dorées qui se porte durant les moments occasionnels comme les mariages.
- l'abaya (arabe : عباية), vêtement féminin, manteau noir, qui couvre tout le corps, de manière lâche, sauf la tête. Les manches sont le plus souvent ornées de broderies cousues, de différentes couleurs vives, ou même avec des cristaux. Le reste du manteau est sans décor. Certaines femmes choisissent de se couvrir le visage avec un niqab, d'autres pas. Une tendance récente, surtout à l’ouest, recherche la couleur de l’abaya.
- le Salwar kameez / le Kurta Salwar, vêtement pour hommes et femmes, porté par les populations d'origines indienne et pakistanaise établies en Arabie saoudite. Voir salwar kameez.

Les vêtements de travail diffèrent. Ils peuvent être internationaux, surtout sur les chantiers, ou adaptés, surtout dans les hôpitaux.
Le pèlerinage à La Mecque exige une attitude et un vêtement spécifique, l'ihram.

### Patrimoine classé
Quatre sites culturels d'Arabie saoudite sont inscrits patrimoine mondial de l'UNESCO : le site archéologique d'Al-Hijr, le quartier d'at-Touraïf dans la ville de Dariya, la ville historique de Djeddah (la porte de La Mecque) et l'art rupestre de la région de Haïl. Dix autres demandes d'inscription ont été déposées en 2015. Néanmoins, l'Arabie saoudite qui pratique une politique wahhabiste rigoriste, qui condamne et combat l’idolâtrie aurait, entre 1985 et 2014, détruit 98 % de son patrimoine historique.
En juin 2014, le Conseil des ministres approuve une loi historique pour protéger ses antiquités et son patrimoine, ainsi que pour donner aux institutions saoudiennes du Tourisme et des Antiquités (SCTA) les moyens de les gérer. Dans le cadre du Plan National de transformation Vision 2030 adopté en 2016, le royaume alloue 900 millions d'euros à la préservation de son patrimoine culturel. L'Arabie saoudite fait également partie de l'Alliance internationale pour la protection du patrimoine dans les zones de conflit (ALIPH), créée en mars 2017, et y contribue à hauteur de 18,5 millions d'euros.
En juillet 2017, le roi Salmane ben Abdelaziz Al Saoud met en place des commissions de rénovation pour développer deux sites archéologiques et historiques majeurs, Al-'Ula et Diriyah Gate.

### Fêtes et jours fériés
| Date                      | Nom français | Nom local | Remarques                                                |
| ------------------------- | ------------ | --------- | -------------------------------------------------------- |
| 23 septembre              |              |           | Fête nationale saoudienne (célébration de l'unification) |
| date grégorienne variable |              |           | - Aïd al-Adha - Aïd el-Fitr                              |